# Premi Eisner
The Will Eisner Comic Industry Award, conegut com a Premi Eisner és un guardó estatunidenc que premia l'èxit al camp del còmic. El premi duu aquest nom en honor de l'artista Will Eisner, que era una participant habitual en la cerimònia d'entrega dels premis de la indústria fins a la seva mort el 2005. Els premis es van crear com resposta a la interrupció del Kirby Award (Premi Kirby) després de 1987.
Les nominacions de cada categoria les genera un jurat de cinc a sis membres, després votades per professionals del còmic i presentades al Els premis es donen a la Comic-Con de San Diego, Califòrnia, que se celebra al juliol, generalment el divendres a la nit. El jurat sovint està format com a mínim per un venedor de còmics, un bibliotecari (des del 2005) i un investigador acadèmic, entre altres experts en còmics.

## Història
Els premis Eisner i els Premis Harvey van conferir per primera vegada el 1988, tots dos creats en resposta a la suspensió dels Kirby Awards el 1987. Dave Olbrich va començar l'organització sense ànim de lucre.
El 1990 no hi va haver cap cerimònia de lliurament dels premis Eisner ni es van repartir premis a causa de la confusió generalitzada de vots. L’anterior administrador, Dave Olbrich, va deixar el càrrec, i Jackie Estrada és l’administrador del premi des del 1990. La cerimònia del premi Eisner se celebra cada any al San Diego Comic-Con des del 1991.
El 2006, es va anunciar que els arxius dels premis Eisner serien allotjats a la James Branch Cabell Library de la Virginia Commonwealth University a Richmond.

## Persones

### Millor escriptor
- 1988 Alan Moore, Watchmen (DC)
- 1989 Alan Moore, Batman: The Killing Joke (DC)
- 1991 Neil Gaiman, Sandman (DC)
- 1992 Neil Gaiman, Sandman (DC); The Books of Magic (DC); Miracleman (Eclipse)
- 1993 Neil Gaiman, Sandman (DC); Miracleman (Eclipse)
- 1994 Neil Gaiman, Sandman (DC)
- 1995 Alan Moore, From Hell (Kitchen Sink)
- 1996 Alan Moore, From Hell (Kitchen Sink)
- 1997 Alan Moore, From Hell (Kitchen Sink); Supreme (Maximum Press)
- 1998 Garth Ennis, Hitman (DC); Preacher; The Unknown Soldier (DC/Vertigo); Blood Mary: Lady Liberty (DC/Helix)
- 1999 Kurt Busiek, Kurt Busiek's Astro City (Homage/WildStorm/Image); Avengers (Marvel)
- 2000 Alan Moore, The League of Extraordinary Gentlemen, Promethea, Tom Strong, Tomorrow Stories, Top 10 (ABC)
- 2001 Alan Moore, The League of Extraordinary Gentlemen, Promethea, Tom Strong, Tomorrow Stories, Top 10 (ABC)
- 2002 Brian Michael Bendis, Powers (Image); Alias, Daredevil, Ultimate Spider-Man (Marvel)
- 2003 Brian Michael Bendis, Powers (Image); Alias, Daredevil, Ultimate Spider-Man (Marvel)
- 2004 Alan Moore, The League of Extraordinary Gentlemen, Promethea, Smax, Tom Strong, Tom Strong's Terrific Tales (ABC)
- 2005 Brian K. Vaughan, Y: The Last Man (Vertigo/DC); Ex Machina (WildStorm/DC); Runaways, Ultimate X-Men (Marvel)
- 2006 Alan Moore, Promethea, Top 10: The Forty-Niners (ABC)
- 2007 Ed Brubaker, Captain America, Criminal, Daredevil (Marvel)
- 2008 Ed Brubaker, Captain America, Criminal, Daredevil, Immortal Iron Fist (Marvel)
- 2009 Bill Willingham, Fables, House of Mystery (Vertigo/DC)
- 2010 Ed Brubaker, Captain America, Daredevil, The Marvels Project, Criminal, Incognito (Marvel)
- 2011 Joe Hill, Locke & Key (IDW)
- 2012 Mark Waid, Irredeemable, Incorruptible (BOOM!); Daredevil (Marvel)
- 2013 Brian K. Vaughan, Saga (Image)
- 2014 Brian K. Vaughan, Saga (Image)
- 2015 Gene Luen Yang, Avatar: The Last Airbender (Dark Horse), The Shadow Hero (First Second)
- 2016 Jason Aaron, Doctor Strange, Men of Wrath, Thor, Star Wars (Marvel), Southern Bastards (Image)
- 2017 Brian K. Vaughan, Paper Girls, Saga, We Stand On Guard (Image)[7]
- 2018 (empat)
  - Tom King, Batman, Batman Annual #2, Batman/Elmer Fudd Special #1, Mister Miracle (DC)
  - Marjorie Liu, Monstress (Image)[8]
- 2019 Tom King, Batman, Mister Miracle, Heroes in Crisis, Swamp Thing Winter Special (DC)
- 2020 Mariko Tamaki, Harley Quinn: Breaking Glass (DC); Laura Dean Keeps Breaking Up with Me (First Second/Macmillan); Archie (Archie)
- 2021 James Tynion IV, Something Is Killing the Children (Boom!), Wynd (Boom!), Batman (DC), The Department of Truth (Image), Razorblades (Tiny Onion)
- 2022 James Tynion IV, House of Slaughter (Boom!), Something Is Killing the Children (Boom!), Wynd (Boom!), The Nice House on the Lake (DC), The Joker (DC), Batman (DC), DC Pride (DC), The Department of Truth (Image), Blue Book (Tiny Onion Studios), Razorblades (Tiny Onion Studios)
- 2023 James Tynion IV, House of Slaughter, Something Is Killing the Children, Wynd (BOOM! Studios); The Nice House on the Lake, The Sandman Universe: Nightmare Country (DC), The Closet, The Department of Truth (Image)

### Millor guionista/Artista
- 1988 Alan Moore i Dave Gibbons, Watchmen (DC)
- 1989 Paul Chadwick, Concrete (Dark Horse)
- 1991 Frank Miller i Geof Darrow
- 1992 Peter David i Dale Keown, The Incredible Hulk (Marvel)
- 1993 Frank Miller, Sin City, Dark Horse Presents (Dark Horse)
- 1993 Mike Baron i Steve Rude, Nexus: The Origin (Dark Horse)
- 1994 Jeff Smith, Bone (Cartoon Books)
- 1995 Mike Mignola i John Byrne, Hellboy: Seed of Destruction (Dark Horse/Legend)
- 1996 David Lapham, Stray Bullets (El Capitan Books)
- 2009 Chris Ware, Acme Novelty Library (Acme)
- 2010 David Mazzucchelli, Asterios Polyp (Pantheon)
- 2011 Darwyn Cooke, Richard Stark's Parker: The Outfit (IDW)
- 2012 Craig Thompson, Habibi (Pantheon)
- 2013 Chris Ware, Building Stories (Pantheon)
- 2014 Jaime Hernandez, Love and Rockets New Stories #6 (Fantagraphics)
- 2015 Raina Telgemeier, Sisters (Graphix/Scholastic)
- 2016 Bill Griffith, Invisible Ink: My Mother's Secret Love Affair with a Famous Cartoonist (Fantagraphics)
- 2017 Sonny Liew, The Art of Charlie Chan Hock Chye (Pantheon)
- 2018 Emil Ferris, My Favorite Thing Is Monsters (Fantagraphics)
- 2019 Jen Wang, The Prince and the Dressmaker (First Second)
- 2020 Raina Telgemeier, Guts (Scholastic Graphix)
- 2021 Junji Ito, Remina, Venus in the Blind Spot (VIZ Media)
- 2022 Barry Windsor-Smith, Monsters (Fantagraphics)
- 2023 Kate Beaton, 	Ducks: Two Years in the Oil Sands (Drawn & Quarterly)

### Millor guionista/Artista: Drama
- 1997 Mike Mignola, Hellboy: Wake the Devil (Dark Horse/Legend)
- 1998 Mike Mignola, Hellboy: Almost Colossus; Hellboy Christmas Special; Hellboy Junior Halloween Special (Dark Horse)
- 1999 Frank Miller, 300 (Dark Horse)
- 2000 Daniel Clowes, Eightball (Fantagraphics)
- 2001 Eric Shanower, Age of Bronze (Image)
- 2002 Daniel Clowes, Eightball (Fantagraphics)
- 2003 Eric Shanower, Age of Bronze (Image)
- 2004 Craig Thompson, Blankets (Top Shelf)
- 2005 Paul Chadwick, Concrete: The Human Dilemma (Dark Horse)
- 2006 Geof Darrow, Shaolin Cowboy (Burlyman)
- 2007 Paul Pope, Batman: Year 100 (DC)
- 2008 Chris Ware, Acme Novelty Library #18 (Acme Novelty)

### Millor guionista/Artista: Humor
- 1995 Jeff Smith, Bone (Cartoon Books)
- 1996 Sergio Aragonés, Groo (Image)
- 1997 Don Rosa, Walt Disney's Comics & Stories; Uncle Scrooge (Egmont)
- 1998 Jeff Smith, Bone (Cartoon Books)
- 1999 Kyle Baker, You Are Here (DC/Vertigo)
- 2000 Kyle Baker, I Die at Midnight (DC/Vertigo); "Letitia Lerner, Superman's Babysitter" a Elseworlds 80-Page Giant (DC)
- 2001 Tony Millionaire, Maakies (Fantagraphics), Sock Monkey (Dark Horse/Maverick)
- 2002 Evan Dorkin, Dork! (Slave Labor)
- 2003 Tony Millionaire, House at Maakies Corner (Fantagraphics)
- 2004 Kyle Baker, Plastic Man (DC); The New Baker (Kyle Baker Publishing)
- 2005 Kyle Baker, Plastic Man (DC); Kyle Baker, Cartoonist (Kyle Baker Publishing)
- 2006 Kyle Baker, Plastic Man (DC); The Bakers (Kyle Baker Publishing)
- 2007 Tony Millionaire, Billy Hazelnuts (Fantagraphics); Sock Monkey: The Inches Incident (Dark Horse)
- 2008 Eric Powell, The Goon (Dark Horse)

### Millor guionista/Artista: No-ficció
- 2010 Joe Sacco, Footnotes in Gaza (Metropolitan/Holt)

### Millor dibuixant/Artista Multimedia (pàgines interiors)
- 1993 Dave Dorman, Aliens: Tribes (Dark Horse)
- 1994 Alex Ross, Marvels (Marvel)
- 1995 Jon J. Muth, The Mystery Play (DC/Vertigo)
- 1996 John Bolton, Batman: Man-Bat (DC)
- 1997 Alex Ross, Kingdom Come (DC)
- 1998 Alex Ross, Uncle Sam (DC/Vertigo)
- 1999 Alex Ross, Superman: Peace on Earth (DC)
- 2000 Alex Ross, Batman: War on Crime (DC)
- 2001 Jill Thompson, Scary Godmother (Sirius)
- 2002 Charles Vess, Rose (Cartoon Books)
- 2003 George Pratt, Wolverine: Netsuke (Marvel)
- 2004 Jill Thompson, "Stray", a The Dark Horse Book of Hauntings (Dark Horse)
- 2005 Teddy Kristiansen, It's a Bird... (Vertigo/DC)
- 2006 José Ladrönn, Hip Flask: Mystery City (Active Images)
- 2007 Jill Thompson, "A Dog and His Boy" in The Dark Horse Book of Monsters; "Love Triangle" a Sexy Chix (Dark Horse); "Fair Division", a Fables: 1001 Nights of Snowfall (Vertigo/DC)
- 2008 Eric Powell, The Goon: Chinatown (Dark Horse)
- 2009 Jill Thompson, Magic Trixie, Magic Trixie Sleeps Over (HarperCollins Children's Books)
- 2010 Jill Thompson, Beasts of Burden (Dark Horse); Magic Trixie and the Dragon (HarperCollins Children's Books)
- 2011 Juanjo Guarnido, Blacksad (Dark Horse)
- 2013 Juanjo Guarnido, Blacksad (Dark Horse)
- 2014 Fiona Staples, Saga (Image)
- 2015 J.H. Williams III, The Sandman: Overture (Vertigo/DC)
- 2016 Dustin Nguyen, Descender (Image)
- 2017 Jill Thompson, Wonder Woman: The True Amazon (DC); Beasts of Burden: What the Cat Dragged In (Dark Horse)
- 2018 Sana Takeda, Monstress (Image)
- 2019 Dustin Nguyen, Descender (Image)
- 2020 Christian Ward, Invisible Kingdom (Berger Books/Dark Horse)
- 2021 Anand RK/John Pearson, Blue in Green (Image)
- 2022 Sana Takeda, Monstress (Image)
- 2023 Sana Takeda, The Night Eaters: She Eats the Night (Abrams ComicArts); Monstress (Image)

### Millor artista/dibuixant/entintador o equip de dibuixant/entintador
- 1988 Steve Rude, Nexus (First)
- 1989 Brian Bolland, Batman: The Killing Joke (DC)
- 1991
  - Steve Rude - Millor artista
  - Al Williamson - Millor entintador
- 1992
  - Simon Bisley, Batman: Judgement on Gotham (DC) - Millor artista
  - Adam Kubert, Batman versus Predator (DC i Dark Horse) - Millor entintador
- 1993
  - Steve Rude, Nexus: The Origin (Dark Horse) - Millor dibuixant
  - Kevin Nowlan, Batman: Sword of Azrael (DC) - Millor entintador
- 1993
  - Frank Miller, Sin City, Dark Horse Presents (Dark Horse) - Millor dibuixant/entintador, publicació en blanc i negre
  - P. Craig Russell, Fairy Tales of Oscar Wilde (NBM); Robin 3000; Legends of the Dark Knight: Hothouse (DC) - Millor dibuixant/entintador, Color Publication
- 1994 P. Craig Russell, The Sandman #50 (DC)
- 1995 Dave Gibbons, Martha Washington goes to War (Dark Horse)
- 1996 Geof Darrow, The Big Guy and Rusty the Boy Robot (Dark Horse/Legend)
- 1997 Steve Rude, Nexus: Executioner's Song (Dark Horse) - Millor dibuixant
- 1997 Al Williamson, Spider-Man, Untold Tales of Spider-Man #17-18 (Marvel) - Millor entintador
- 1997 Charles Vess, Book of Ballads and Sagas (Green Man Press); Sandman #75 (DC/Vertigo) - Millor dibuixant/entintador o equip de dibuixant/entintador
- 1998 P. Craig Russell, Elric: Stormbringer (Dark Horse/Topps); Dr. Strange: What Is It That Disturbs You, Stephen? (Marvel)
- 1999 Tim Sale, Superman for All Seasons (DC); Grendel Black, White, and Red #1 (Dark Horse)
- 2000 Kevin Nowlan, "Jack B. Quick", Tomorrow Stories (ABC)
- 2001 P. Craig Russell, Ring of the Nibelung (Dark Horse/Maverick)
- 2002 Eduardo Risso, 100 Bullets (DC/Vertigo)
- 2003 Kevin O'Neill, The League of Extraordinary Gentlemen (ABC)
- 2004 John Cassaday, Planetary, Planetary/Batman: Night on Earth (WildStorm/DC); Hellboy Weird Tales (Dark Horse)
- 2005 (empat) 
  - John Cassaday, Astonishing X-Men (Marvel); Planetary (WildStorm/DC); I Am Legion: The Dancing Faun (Humanoids/DC)
  - Frank Quitely, We3 (Vertigo/DC)
- 2006 John Cassaday, Astonishing X-Men (Marvel); Planetary (WildStorm/DC)
- 2007 Mark Buckingham/Steve Leialoha, Fables (Vertigo/DC)
- 2008 Pia Guerra/Jose Marzan, Jr., Y: The Last Man (Vertigo/DC)
- 2009 Guy Davis, BPRD (Dark Horse)
- 2010 J. H. Williams III, Detective Comics (DC)
- 2011 Skottie Young per The Marvelous Land of Oz
- 2012 Ramón K. Pérez, Jim Henson's Tale of Sand (Archaia)
- 2013 (empat)
  - David Aja, Hawkeye (Marvel)
  - Chris Samnee, Daredevil (Marvel); Rocketeer: Cargo of Doom (IDW)
- 2014 Sean Murphy, The Wake (DC/Vertigo)
- 2015 Fiona Staples, Saga (Image)
- 2016 Cliff Chiang, Paper Girls (Image)
- 2017 Fiona Staples, Saga (Image)
- 2018 Mitch Gerads, Mister Miracle (DC)
- 2019 Mitch Gerads, Mister Miracle (DC)
- 2020 Rosemary Valero-O'Connell, Laura Dean Keeps Breaking Up with Me (First Second/Macmillan)
- 2021 Michael Allred, Bowie: Stardust, Rayguns & Moonage Daydreams (Insight Editions)
- 2022 Phil Jimenez, Wonder Woman Historia: The Amazons (DC)
- 2023 Greg Smallwood, The Human Target (DC)

### Millor equip artístic
- 1988 Steve Rude, Willie Blyberg i Ken Steacy, Space Ghost Special (Comico)
- 1989 Alan Davis i Paul Neary, Excalibur (Marvel)

### Millor colorista
- 1992 Steve Oliff, Legends of the Dark Knight (DC), 2112 (Dark Horse), i Akira (Marvel)
- 1993 Steve Oliff/Olyoptics, Legends of the Dark Knight #28-#30, Martian Manhunter: American Secrets (DC); James Bond 007: Serpent's Tooth (Dark Horse); Spawn (Image)
- 1994 Steve Oliff i Rueben Rude/Olyoptics, Spawn (Image)
- 1995 Angus McKie, Martha Washington goes to War (Dark Horse)
- 1996 Chris Ware, The Acme Novelty Library (Fantagraphics)
- 1997 Matt Hollingsworth, Preacher; Death: The Time of Your Life (DC/Vertigo); Bloody Mary (DC/Helix); Challengers of the Unknown (DC)
- 1998 Chris Ware, The Acme Novelty Library (Fantagraphics)
- 1999 Lynn Varley, 300 (Dark Horse)
- 2000 Laura DePuy, The Authority; Planetary (DC/Wildstorm)
- 2001 Chris Ware, Acme Novelty Library #14 (Fantagraphics)
- 2002 Laura DePuy, Ruse (CrossGen), Ministry of Space (Image)
- 2003 Dave Stewart, Hellboy: The Third Wish, The Amazing Screw-On Head, Star Wars: Empire (Dark Horse); Human Target: Final Cut, Doom Patrol (DC/Vertigo); Tom Strong (ABC); Captain America (Marvel)
- 2004 Patricia Mulvihill, Batman, Wonder Woman (DC), 100 Bullets (Vertigo/DC)
- 2005 Dave Stewart, Daredevil, Ultimate X-Men, Ultimate Six, Captain America (Marvel); Conan, BPRD (Dark Horse); DC: The New Frontier (DC)
- 2006 Chris Ware, The Acme Novelty Library #16 (Acme Novelty)
- 2007 Dave Stewart, BPRD, Conan, The Escapists, Hellboy (Dark Horse); Action Comics, Batman/The Spirit, Superman (DC)
- 2008 Dave Stewart, BPRD, Buffy the Vampire Slayer, Cut, Hellboy, Lobster Johnson, The Umbrella Academy (Dark Horse); The Spirit (DC)
- 2009 Dave Stewart, Abe Sapien: The Drowning, BPRD, The Goon, Hellboy, Solomon Kane, The Umbrella Academy (Dark Horse); Body Bags (Image); Captain America: White (Marvel)
- 2010 Dave Stewart, Abe Sapien, BPRD, The Goon, Hellboy, Solomon Kane, The Umbrella Academy, Zero Killer (Dark Horse); Detective Comics (DC); Luna Park[desambiguació necessària] (Vertigo)
- 2011 Dave Stewart, Hellboy, BPRD, Baltimore, Let Me In (Dark Horse); Detective Comics (DC); Neil Young’s Greendale, Daytripper, Joe the Barbarian (Vertigo/DC)
- 2012 Laura Allred, iZombie (Vertigo/DC); Madman All-New Giant-Size Super-Ginchy Special (Image)
- 2013 Dave Stewart, Batwoman (DC); Fatale (Image); BPRD, Conan the Barbarian, Hellboy in Hell, Lobster Johnson, The Massive (Dark Horse)
- 2014 Jordie Bellaire, The Manhattan Projects, Nowhere Men, Pretty Deadly, Zero (Image); The Massive (Dark Horse); Tom Strong (DC); X-Files Season 10 (IDW); Captain Marvel, Journey into Mystery (Marvel); Numbercruncher (Titan); Quantum and Woody (Valiant)
- 2015 Dave Stewart, Hellboy in Hell, BPRD, Abe Sapien, Baltimore, Lobster Johnson, Witchfinder, Shaolin Cowboy, Aliens: Fire and Stone, Dark Horse Presents (Dark Horse)
- 2016 Jordie Bellaire, The Autumnlands, Injection, Plutona, Pretty Deadly, The Surface, They're Not Like Us, Zero (Image), The X-Files (IDW), The Massive (Dark Horse), Magneto, Vision (Marvel)
- 2017 Matt Wilson, Cry Havoc, Paper Girls, The Wicked + The Divine (Image); Black Widow, The Mighty Thor, Star-Lord (Marvel)
- 2018 Emil Ferris, My Favorite Thing Is Monsters (Fantagraphics)
- 2019 Matt Wilson, Black Cloud, Paper Girls, The Wicked + The Divine (Image); The Mighty Thor, Runaways (Marvel)
- 2020 Dave Stewart, Black Hammer, B.P.R.D.: The Devil You Know, Hellboy and the BPRD (Dark Horse); Gideon Falls (Image); Silver Surfer Black, Spider-Man (Marvel)
- 2021 Laura Allred, X-Ray Robot (Dark Horse); Bowie: Stardust, Rayguns & Moonage Daydreams (Insight Editions)
- 2022 Matt Wilson, Undiscovered Country (Image); Fire Power (Image Skybound); Eternals, Thor, Wolverine (Marvel); Jonna and the Unpossible Monsters (Oni)
- 2023 Jordie Bellaire, The Nice House on the Lake, Suicide Squad: Blaze (DC); Antman, Miracleman by Gaiman & Buckingham: The Silver Age (Marvel)

### Millor rotulista
- 1993 Todd Klein, The Sandman, The Demon (DC)
- 1994 Todd Klein, Sandman (DC)
- 1995 Todd Klein, Batman versus Predator II (DC/Dark Horse); The Demon (DC), Sandman (DC/Vertigo); Uncle Scrooge (Gladstone)
- 1996 Stan Sakai, Groo (Image); Usagi Yojimbo (Mirage)
- 1997 Todd Klein, Sandman; Death: The Time of Your Life, House of Secrets, The Dreaming (DC/Vertigo); Batman, The Spectre, Kingdom Come (DC)
- 1998 Todd Klein, Batman, Batman: Poison Ivy (DC); The Dreaming, House of Secrets, The Invisibles, Uncle Sam (DC/Vertigo); Uncle Scrooge Adventures (Gladstone); Castle Waiting (Olio)
- 1999 Todd Klein, Castle Waiting (Olio); House of Secrets, The Invisibles, The Dreaming (DC/Vertigo)
- 2000 Todd Klein, Promethea, Tom Strong, Tomorrow Stories, Top 10 (ABC); The Dreaming, Gifts of the Night, The Invisibles, Sandman Presents: Lucifer (DC/Vertigo)
- 2001 Todd Klein, Promethea, Tom Strong, Tomorrow Stories, Top 10 (ABC); The Invisibles, The Dreaming (DC/Vertigo); Castle Waiting (Cartoon Books)
- 2002 Todd Klein, Promethea, Tom Strong, Tomorrow Stories, Top 10, Greyshirt (ABC); Sandman Presents: Everything You Always Wanted to Know About Dreams But Were Afraid to Ask (DC/Vertigo); Detective Comics, The Dark Knight Strikes Again (DC); Castle Waiting (Olio); Universe X (Marvel)
- 2003 Todd Klein, The Dark Knight Strikes Again, Detective Comics, Wonder Woman: The Hiketeia (DC); Fables, Human Target: Final Cut (DC/Vertigo); Promethea, Tom Strong (ABC); Castle Waiting (Olio)
- 2004 Todd Klein, Detective Comics (DC); Fables, Sandman: Endless Nights (Vertigo/DC); Tom Strong, Promethea (ABC); Marvel 1602 (Marvel)
- 2005 Todd Klein, Promethea, Tom Strong, Tom Strong's Terrific Tales (ABC); Wonder Woman (DC); Books of Magick: Life During Wartime, Fables, WE3 (Vertigo/DC); Creatures of the Night (Dark Horse)
- 2006 Todd Klein, Wonder Woman, Justice, Seven Soldiers #0 (DC); Desolation Jones (Wildstorm/DC); Promethea, Tomorrow Stores Special, Top 10: The 49ers (ABC); Fables (Vertigo); 1602: New World (Marvel)
- 2007 Todd Klein, Fables, Jack of Fables, Fables: 1001 Nights of Snowfall; Pride of Baghdad, Testament (Vertigo/DC); 1602: Fantastick Four, Eternals (Marvel); Lost Girls (Top Shelf)
- 2008 Todd Klein, Justice, Simon Dark (DC); Fables, Jack of Fables, Crossing Midnight (Vertigo/DC); The League of Extraordinary Gentlemen: The Black Dossier (WildStorm/DC); Nexus (Rude Dude)
- 2009 Chris Ware, Acme Novelty Library #19 (Acme)
- 2010 David Mazzucchelli, Asterios Polyp (Pantheon)
- 2011 Todd Klein, Fables, The Unwritten, Joe the Barbarian, iZombie (Vertigo/DC); Tom Strong and the Robots of Doom (WildStorm/DC); S.H.I.E.L.D. (Marvel); Driver for the Dead (Radical)
- 2012 Stan Sakai, Usagi Yojimbo (Dark Horse)
- 2013 Chris Ware, Building Stories (Pantheon)
- 2014 Darwyn Cooke, Richard Stark’s Parker: Slayground (IDW)
- 2015 Stan Sakai, Usagi Yojimbo: Senso, Usagi Yojimbo Color Special: The Artist (Dark Horse)
- 2016 Derf Backderf, Trashed (Abrams)
- 2017 Todd Klein, Clean Room, Dark Night, Lucifer (Vertigo/DC); Black Hammer (Dark Horse)
- 2018 Stan Sakai, Usagi Yojimbo, Groo: Slay of the Gods (Dark Horse)
- 2019 Todd Klein, Black Hammer: Age of Doom, Neil Gaiman's A Study in Emerald (Dark Horse); Batman: White Knight (DC); Eternity Girl, Books of Magic (Vertigo/DC); The League of Extraordinary Gentlemen: The Tempest (Top Shelf/IDW)
- 2020 Stan Sakai, Usagi Yojimbo (IDW)
- 2021 Stan Sakai, Usagi Yojimbo (IDW)
- 2022 Barry Windsor-Smith, Monsters (Fantagraphics)
- 2023 Stan Sakai, Usagi Yojimbo (IDW)

### Millor artista de portada
- 1992 Brian Bolland, Animal Man (DC)
- 1993 Brian Bolland, Animal Man; Wonder Woman (DC)
- 1994 Brian Bolland, Animal Man; Wonder Woman (DC)
- 1995 Glenn Fabry, Hellblazer (DC/Vertigo)
- 1996 Alex Ross, Kurt Busiek's Astro City (Jukebox Productions/Image)
- 1997 Alex Ross, Kingdom Come (DC); Kurt Busiek's Astro City (Jukebox Productions/Homage)
- 1998 Alex Ross, Kurt Busiek's Astro City (Jukebox Productions/Homage); Uncle Sam (DC/Vertigo)
- 1999 Brian Bolland, The Invisibles (DC/Vertigo)
- 2000 Alex Ross, Batman: No Man's Land; Batman: Harley Quinn; Batman: War on Crime (DC); Kurt Busiek's Astro City (Homage/Wildstorm/DC); portades alternatives #1 d'ABC
- 2001 Brian Bolland, Batman: Gotham Knights; The Flash (DC); The Invisibles (DC/Vertigo)
- 2002 Dave Johnson, Detective Comics (DC); 100 Bullets (DC/Vertigo)
- 2003 Adam Hughes, Wonder Woman (DC)
- 2004 James Jean, Fables (Vertigo/DC); Batgirl (DC)
- 2005 James Jean, Fables (Vertigo/DC); Green Arrow, Batgirl (DC)
- 2006 James Jean, Fables (Vertigo/DC); Runaways (Marvel)
- 2007 James Jean, Fables, Jack of Fables, Fables: 1001 Nights of Snowfall (Vertigo/DC)
- 2008 James Jean, Fables (Vertigo/DC); The Umbrella Academy (Dark Horse); Process Recess 2, Superior Showcase 2 (AdHouse)
- 2009 James Jean, Fables (Vertigo/DC); The Umbrella Academy (Dark Horse)
- 2010 J.H. Williams III, Detective Comics (DC)
- 2011 Mike Mignola, Baltimore: The Plague Ships
- 2012 Francesco Francavilla, Black Panther (Marvel); Lone Ranger, Lone Ranger/Zorro, Dark Shadows, Warlord of Mars (Dynamite); Archie Meets Kiss (Archie)
- 2013 David Aja, Hawkeye (Marvel)
- 2014 David Aja, Hawkeye (Marvel)
- 2015 Darwyn Cooke, DC Comics Darwyn Cooke Month Variant Covers (DC)
- 2016 David Aja, Hawkeye, Karnak, Scarlet Witch (Marvel)
- 2017 Fiona Staples, Saga (Image)
- 2018 Sana Takeda, Monstress (Image)
- 2019 Jen Bartel, Blackbird (Image); Submerged (Vault)
- 2020 Emma Ríos, Pretty Deadly (Image)
- 2021 Peach Momoko, Buffy the Vampire Slayer #19, Mighty Morphin #2, Something Is Killing the Children #12, Power Rangers #1 (BOOM! Studios); DIE!namite, Vampirella (Dynamite); The Crow: Lethe (IDW); Marvel Cover Variants (Marvel)
- 2022 Jen Bartel, Future State Immortal Wonder Woman #1 & 2, Wonder Woman Black & Gold #1, Wonder Woman 80th Anniversary (DC); portades variants del Women's History Month (Marvel)
- 2023 Bruno Redondo, Nightwing (DC)

### Talent mereixedor de major reconeixement
- 1995 Evan Dorkin (Milk and Cheese, Hectic Planet, Dork, Instant Piano)
- 1996 Stan Sakai (Usagi Yojimbo)
- 1997 Ricardo Delgado (Age of Reptiles)
- 1998 Linda Medley (Castle Waiting)
- 1999 Brian Michael Bendis (Jinx, Goldfish, Torso)
- 2000 Tony Millionaire (Sock Monkey)
- 2001 Alex Robinson (Box Office Poison)
- 2002 Dylan Horrocks (Hicksville, Atlas)
- 2003 Jason Shiga, Fleep (Sparkplug Comics)
- 2004 Derek Kirk Kim, (Same Difference & Other Stories)
- 2005 Sean McKeever (The Waiting Place, Mary Jane, Inhumans, Sentinel)
- 2006 Aaron Renier (Spiral-Bound)

### Reconeixement especial
- 2007 Hope Larson (Gray Horses, Oni)
- 2008 Chuck BB, Black Metal (artist, Oni)

### Millor editor
- 1992 Karen Berger, The Sandman; Shade: the Changing Man; Kid Eternity; Books of Magic (DC)
- 1993 Archie Goodwin, Legends of the Dark Knight; Batman: Sword of Azrael; Deadman: Exorcism (DC)
- 1994 (empat)
  - Karen Berger, The Sandman (DC)
  - Mike Carlin, pels títols de Superman: Action Comics; Superman; Superman: The Man Steel, Adventures of Superman (DC)
- 1995 Karen Berger, The Sandman; Sandman Mystery Theatre (DC/Vertigo)
- 1996 (empat)
  - Stuart Moore, Swamp Thing; The Invisibles; Preacher (DC/Vertigo)
  - Bronwyn Carlton, The Big Book of Weirdos; The Big Book of Conspiracies; Brooklyn Dreams; Stuck Rubber Baby (Paradox Press)
- 1997 Dan Raspler, Kingdom Come; Hitman; The Spectre; Sergio Aragonés Destroys the DC Universe (DC)

## Treballs

### Millor història unitària
- 1988 Gumby Summer Fun Special #1, per Bob Burden i Art Adams (Comico)
- 1989 Kings in Disguise #1, per James Vance i Dan Burr (Kitchen Sink)
- 1991 Concrete Celebrates Earth Day, per Paul Chadwick, Charles Vess i Jean Giraud (també conegut com a Moebius) (Dark Horse Comics)
- 1992 Sandman #22–28, per Neil Gaiman i diversos artistes (DC)
- 1993 Nexus: The Origin per Mike Baron i Steve Rude (Dark Horse)
- 1994 Batman Adventures: Mad Love, per Paul Dini i Bruce Timm (DC)
- 1995 Batman Adventures Holiday Special per Paul Dini, Bruce Timm, Ronnie del Carmen, i altres (DC)
- 1996 Kurt Busiek's Astro City #4: "Safeguards", per Kurt Busiek i Brent Anderson (Jukebox Productions/Image)
- 1997 Kurt Busiek's Astro City, vol. 2, #1: "Welcome to Astro City", Kurt Busiek, Brent Anderson i Will Blyberg (Jukebox Productions/Homage)
- 1998 Kurt Busiek's Astro City vol. 2 #10: "Show 'Em All", Kurt Busiek, Brent Anderson i Will Blyberg (Jukebox Productions/Homage)
- 1999 Hitman #34: "Of Thee I Sing", per Garth Ennis, John McCrea, i Garry Leach (DC)
- 2000 Tom Strong #1: "How Tom Strong Got Started", per Alan Moore, Chris Sprouse, i Al Gordon (ABC)
- 2001 Promethea #10: "Sex, Stars, and Serpents", per Alan Moore, J.H. Williams III, i Mick Gray (ABC)
- 2002 Eightball #22, per Daniel Clowes (Fantagraphics)
- 2003 The Stuff of Dreams, per Kim Deitch (Fantagraphics)
- 2004 (empat)
  - Conan The Legend #0, per Kurt Busiek i Cary Nord (Dark Horse)
  - The Goon #1, per Eric Powell (Dark Horse)
- 2005 Eightball #23: "The Death Ray" per Daniel Clowes (Fantagraphics)
- 2006 Solo #5 per Darwyn Cooke (DC)
- 2007 Batman/The Spirit #1 per Jeph Loeb i Darwyn Cooke (DC)
- 2008 Justice League of America #11: "Walls" per Brad Meltzer i Gene Ha (DC)
- 2009 No es va entregar premi

### Millor número individual/One-Shot
- 2010 Captain America #601: "Red, White, and Blue-Blood" per Ed Brubaker i Gene Colan (Marvel)
- 2011 Hellboy: Double Feature of Evil, per Mike Mignola, i Richard Corben
- 2012 Daredevil #7, per Mark Waid, Paolo Rivera, i Joe Rivera (Marvel)
- 2013 The Mire, per Becky Cloonan (autopublicat)
- 2014 Hawkeye #11: “Pizza Is My Business,” per Matt Fraction i David Aja (Marvel)
- 2015 Beasts of Burden: Hunters and Gatherers, per Evan Dorkin i Jill Thompson (Dark Horse)
- 2016 Silver Surfer #11: "Never After", per Dan Slott i Michael Allred (Marvel)
- 2017 Beasts of Burden: What the Cat Dragged In, per Evan Dorkin, Sarah Dyer i Jill Thompson (Dark Horse)
- 2018 Hellboy: Krampusnacht, per Mike Mignola i Adam Hughes (Dark Horse)
- 2019 Peter Parker: The Spectacular Spider-Man #310, per Chip Zdarsky (Marvel)
- 2020 Our Favorite Thing Is My Favorite Thing Is Monsters, per Emil Ferris (Fantagraphics)
- 2021 Sports Is Hell, per Ben Passmore (Koyama Press)
- 2022 Wonder Woman Historia: The Amazons, per Kelly Sue DeConnick i Phil Jimenez (DC)
- 2023 Batman: One Bad Day: The Riddler, per Tom King i Mitch Gerads (DC)

### Millor història curta
- 1993 "Two Cities", a Xenozoic Tales #12 per Mark Schultz (Kitchen Sink)
- 1994 "The Amazing Colossal Homer", a Simpsons #1 (Bongo)
- 1995 "The Babe Wore Red", per Frank Miller, a Sin City: The Babe Wore Red and Other Stories (Dark Horse/Legend)
- 1996 "The Eltingville Comic-Book, Science-Fiction, Fantasy, Horror, and Role-Playing Club in Bring Me the Head of Boba Fett" per Evan Dorkin, a Instant Piano #3 (Dark Horse)
- 1997 "Heroes", Archie Goodwin i Gary Gianni, a Batman: Black & White #4 (DC)
- 1998 "The Eltingville Comic Book, Science-Fiction, Fantasy, Horror and Role-Playing Club In: The Marathon Men", Evan Dorkin, in Dork! #4 (Slave Labor)
- 1999 "Devil's Advocate", per Matt Wagner i Tim Sale, in Grendel: Black, White, and Red #1 (Dark Horse)
- 2000 "Letitia Lerner, Superman's Babysitter", per Kyle Baker, a Elseworlds 80-Page Giant (DC)
- 2001 "The Gorilla Suit", per Sergio Aragonés, a Streetwise (TwoMorrows)
- 2002 "The Eltingville Club in 'The Intervention,'" per Evan Dorkin, a Dork! #9 (Slave Labor)
- 2003 "The Magician and the Snake", per Katie Mignola i Mike Mignola, a Dark Horse Maverick: Happy Endings (Dark Horse)
- 2004 "Death", per Neil Gaiman i P. Craig Russell, a The Sandman: Endless Nights (Vertigo/DC)
- 2005 "Unfamiliar", per Evan Dorkin i Jill Thompson, a The Dark Horse Book of Witchcraft (Dark Horse Books)
- 2006 "Teenaged Sidekick", per Paul Pope, a Solo #3 (DC)
- 2007 "A Frog's Eye View", per Bill Willingham i James Jean, a Fables: 1001 Nights of Snowfall (Vertigo/DC)
- 2008 "Mr. Wonderful", per Dan Clowes, serialitzat a New York Times Sunday Magazine
- 2009 "Murder He Wrote," per Ian Boothby, Nina Matsumoto i Andrew Pepoy, a The Simpsons' Treehouse of Horror #14 (Bongo Comics)
- 2010 "Urgent Request," per Gene Luen Yang i Derek Kirk Kim, a The Eternal Smile (First Second)
- 2011 "Post Mortem", per Greg Rucka i Michael Lark, a I Am an Avenger #2 (Marvel)
- 2012 "The Seventh" per Darwyn Cooke, a Richard Stark's Parker: The Martini Edition (IDW)
- 2013 "Moon 1969: The True Story of the 1969 Moon Launch" per Michael Kupperman, a Tales Designed to Thrizzle #8 (Fantagraphics)
- 2014 "Untitled", per Gilbert Hernandez, a Love and Rockets: New Stories #6 (Fantagraphics)
- 2015 "When the Darkness Presses", per Emily Caroll (autopublicat)[9]
- 2016 "Killing and Dying", per Adrian Tomine, a Optic Nerve #14 (Drawn & Quarterly)
- 2017 "Good Boy", per Tom King i David Finch, a Batman Annual #1 (DC)
- 2018 “A Life in Comics: The Graphic Adventures of Karen Green,” per Nick Sousanis, a Columbia Magazine[10]
- 2019 "The Talk of the Saints", per Tom King i Jason Fabok, a Swamp Thing Winter Special (DC)
- 2020 "Hot Comb", per Ebony Flowers, a Hot Comb (Drawn & Quarterly)
- 2021 "When the Menopausal Carnival Comes to Town", per Mimi Pond, a Menopause: A Comic Treatment (Graphic Medicine/Pennsylvania State University Press)
- 2022 "Funeral in Foam", per Casey Gilly i Raina Telgemeier, a You Died: An Anthology of the Afterlife (Iron Circus)
- 2023 "Finding Batman", per Kevin Conroy i J. Bone a DC Pride 2022 (DC)

### Millor història serialitzada
- 1993 "From Hell" per Alan Moore i Eddie Campbell a Taboo (SpiderBaby Graphix/Tundra)
- 1994 "The Great Cow Race", Bone #7-11, per Jeff Smith (Cartoon Books)
- 1995 "The Life and Times of Scrooge McDuck", per Don Rosa, Uncle Scrooge #285–296 (Gladstone)
- 1996 Strangers in Paradise #1–8, per Terry Moore (Abstract Studios)
- 1997 Starman #20–23: "Sand and Stars", James Robinson, Tony Harris, Guy Davis, i Wade von Grawbadger (DC)
- 1998 Kurt Busiek's Astro City #4–9: "Confession", Kurt Busiek, Brent Anderson i Will Blyberg (Jukebox Productions/Homage)
- 1999 Usagi Yojimbo #13–22: "Grasscutter", per Stan Sakai (Dark Horse)
- 2000 Tom Strong #4–7, per Alan Moore, Chris Sprouse, Al Gordon, i artistes convidats (ABC)
- 2001 100 Bullets #15–18: "Hang Up on the Hang Low", per Brian Azzarello i Eduardo Risso (DC/Vertigo)
- 2002 The Amazing Spider-Man #30–35: "Coming Home", per J. Michael Straczynski, John Romita Jr., i Scott Hanna (Marvel)
- 2003 Fables #1–5: "Legends in Exile", per Bill Willingham, Lan Medina, i Steve Leialoha (DC/Vertigo)
- 2004 Gotham Central #6–10: "Half a Life", per Greg Rucka i Michael Lark (DC)
- 2005 Fables #19–27: "March of the Wooden Soldiers," per Bill Willingham, Mark Buckingham, i Steve Leialoha (Vertigo/DC)
- 2006 Fables #36–38, 40–41: "Return to the Homelands," per Bill Willingham, Mark Buckingham, i Steve Leialoha (Vertigo/DC)

### Millor sèrie en blanc i negre
- 1988 Concrete, per Paul Chadwick (Dark Horse)
- 1989 Concrete, per Paul Chadwick (Dark Horse)
- 1991 Xenozoic Tales, per Mark Schultz (Kitchen Sink)

### Millor sèrie continuada
- 1988 Concrete, per Paul Chadwick (Dark Horse)
- 1989 Concrete, per Paul Chadwick (Dark Horse)
- 1991 Sandman, per Neil Gaiman i diversos artistes (DC/Vertigo)
- 1992 Sandman, per Neil Gaiman i diversos artistes (DC/Vertigo)
- 1993 Sandman, per Neil Gaiman i diversos artistes (DC/Vertigo)
- 1994 Bone, per Jeff Smith (Cartoon Books)
- 1995 Bone, per Jeff Smith (Cartoon Books)
- 1996 Acme Novelty Library, per Chris Ware (Fantagraphics)
- 1997 Kurt Busiek's Astro City, Kurt Busiek, Brent Anderson i Will Blyberg (Jukebox Productions/Homage)
- 1998 Kurt Busiek's Astro City, Kurt Busiek, Brent Anderson i Will Blyberg (Jukebox Productions/Homage)
- 1999 Preacher, per Garth Ennis i Steve Dillon (DC/Vertigo)
- 2000 Acme Novelty Library, per Chris Ware (Fantagraphics)
- 2001 Top 10, per Alan Moore, Gene Ha i Zander Cannon (ABC)
- 2002 100 Bullets, per Brian Azzarello i Eduardo Risso (DC/Vertigo)
- 2003 Daredevil, per Brian Michael Bendis i Alex Maleev (Marvel)
- 2004 100 Bullets, per Brian Azzarello i Eduardo Risso (DC/Vertigo)
- 2005 The Goon, per Eric Powell (Dark Horse)
- 2006 Astonishing X-Men, per Joss Whedon i John Cassaday (Marvel)
- 2007 All-Star Superman, per Grant Morrison i Frank Quitely (DC)
- 2008 Y: The Last Man, per Brian K. Vaughan, Pia Guerra, i Jose Marzan, Jr. (DC/Vertigo)
- 2009 All-Star Superman, per Grant Morrison i Frank Quitely (DC)
- 2010 The Walking Dead, per Robert Kirkman i Charles Adlard (Image)
- 2011 Chew, per John Layman i Rob Guillory (Image)
- 2012 Daredevil, per Mark Waid, Marcos Martin, Paolo Rivera i Joe Rivera (Marvel)
- 2013 Saga, per Brian K. Vaughan i Fiona Staples (Image)
- 2014 Saga, per Brian K. Vaughan i Fiona Staples (Image)
- 2015 Saga, per Brian K. Vaughan i Fiona Staples (Image)
- 2016 Southern Bastards, per Jason Aaron i Jason Latour (Image)
- 2017 Saga, per Brian K. Vaughan i Fiona Staples (Image)
- 2018 Monstress, per Marjorie Liu i Sana Takeda (Image)
- 2019 Giant Days, per John Allison, Max Sarin i Julia Madrigal (BOOM! Box)
- 2020 Bitter Root, per David Walker, Chuck Brown i Sanford Greene (Image)
- 2021 Usagi Yojimbo, per Stan Sakai (IDW)
- 2022 (empat) 
  - Bitter Root, per David F. Walker, Chuck Brown, i Sanford Greene (Image);
  - Something Is Killing the Children, per James Tynion IV i Werther Dell’Edera (BOOM! Studios)
- 2023 Nightwing, per Tom Taylor i Bruno Redondo (DC)

### Millor sèrie finita/limitada
- 1988 Watchmen, per Alan Moore i Dave Gibbons (DC)
- 1989 Silver Surfer, per Stan Lee i Jean "Moebius" Giraud (Marvel)
- 1991 Give Me Liberty, per Frank Miller i Dave Gibbons (Dark Horse)
- 1992 Concrete: Fragile Creature, per Paul Chadwick (Dark Horse)
- 1993 Grendel: War Child, per Matt Wagner i Patrick McEown (Dark Horse)
- 1994 Marvels, per Kurt Busiek i Alex Ross (Marvel)
- 1995 Sin City: A Dame to Kill For, per Frank Miller (Dark Horse/Legend)
- 1996 Sin City: The Big Fat Kill, per Frank Miller (Dark Horse/Legend)
- 1997 Kingdom Come, per Mark Waid i Alex Ross (DC)
- 1998 Batman: The Long Halloween, per Jeph Loeb i Tim Sale (DC)
- 1999 300, per Frank Miller i Lynn Varley (Dark Horse)
- 2000 Whiteout: Melt, per Greg Rucka i Steve Lieber (Oni)
- 2001 Der Ring des Nibelungen (The Ring of the Nibelung), per P. Craig Russell, amb Patrick Mason (Dark Horse/Maverick)
- 2002 Hellboy: Conqueror Worm, per Mike Mignola (Dark Horse/Maverick)
- 2003 The League of Extraordinary Gentlemen, Volume II, per Alan Moore i Kevin O'Neill (ABC)
- 2004 Fantastic Four: Unstable Molecules, per James Sturm i Guy Davis (Marvel)
- 2005 DC: The New Frontier, per Darwyn Cooke (DC)
- 2006 Seven Soldiers, per Grant Morrison i diversos artistes (DC)
- 2007 Batman: Year 100, per Paul Pope (DC)
- 2008 The Umbrella Academy: Apocalypse Suite per Gerard Way i Gabriel Bá (Dark Horse)
- 2009 Hellboy: The Crooked Man, per Mike Mignola i Richard Corben (Dark Horse)

### Millor sèrie limitada o arc argumental
- 2010 The Wonderful Wizard of Oz, per Eric Shanower i Skottie Young (Marvel)
- 2011 Daytripper, per Fábio Moon i Gabriel Bá (Vertigo/DC)
- 2012 Criminal: The Last of the Innocent, per Ed Brubaker i Sean Phillips (Marvel Icon)
- 2013 No es va donar premi
- 2014 The Wake, per Scott Snyder i Sean Murphy (Vertigo/DC)
- 2015 Little Nemo: Return to Slumberland, per Eric Shanower i Gabriel Rodriguez (IDW)
- 2016 The Fade Out, per Ed Brubaker i Sean Phillips (Image)
- 2017 The Vision, per Tom King i Gabriel Hernández Walta (Marvel)
- 2018 Black Panther: World of Wakanda, per Roxane Gay, Ta-Nehisi Coates i Alitha E. Martinez (Marvel)
- 2019 Mister Miracle, per Tom King i Mitch Gerads (DC)
- 2020 Little Bird per Darcy Van Poelgeest i Ian Bertram (Image)
- 2021 Superman's Pal Jimmy Olsen, per Matt Fraction i Steve Lieber (DC)
- 2022 The Good Asian, per Pornsak Pichetshote i Alexandre Tefenkgi (Image)
- 2023 The Human Target, per Tom King i Greg Smallwood (DC)

### Millor sèrie nova
- 1988 Concrete, per Paul Chadwick (Dark Horse)
- 1989 Kings In Disguise, per James Vance i Dan Burr (Kitchen Sink)
- 1995 Too Much Coffee Man, per Shannon Wheeler (Adhesive)
- 1996 Kurt Busiek's Astro City, per Kurt Busiek i Brent Anderson (Jukebox Productions/Image Comics|Image)
- 1997 Leave It to Chance, per James Dale Robinson i Paul Smith (Homage)
- 1998 Castle Waiting, per Linda Medley (Olio)
- 1999 Inhumans, per Paul Jenkins i Jae Lee (Marvel)
- 2000 Top 10, per Alan Moore, Gene Ha i Zander Cannon (ABC)
- 2001 Powers, per Brian Michael Bendis i Michael Avon Oeming (Image)
- 2002 Queen & Country, per Greg Rucka i Steve Rolston (Oni)
- 2003 Fables, per Bill Willingham, Lan Medina, Mark Buckingham, i Steve Leialoha (DC/Vertigo)
- 2004 Plastic Man, per Kyle Baker (DC)
- 2005 Ex Machina, per Brian K. Vaughan, Tony Harris i Tom Feister (WildStorm/DC)
- 2006 All-Star Superman, per Grant Morrison i Frank Quitely (DC)
- 2007 Criminal, per Ed Brubaker i Sean Phillips (Marvel Icon)
- 2008 Buffy the Vampire Slayer Season Eight, per Joss Whedon, Brian K. Vaughan, Georges Jeanty, i Andy Owens (Dark Horse)
- 2009 The Invincible Iron Man, per Matt Fraction i Salvador Larroca (Marvel)
- 2010 Chew, per John Layman i Rob Guillory (Image)
- 2011 American Vampire, per Scott Snyder, Stephen King, Rafael Albuquerque (Vertigo/DC)
- 2013 Saga, per Brian K. Vaughan i Fiona Staples (Image)
- 2014 Sex Criminals, per Matt Fraction i Chip Zdarsky (Image)
- 2015 Lumberjanes, per Shannon Watters, Grace Ellis, Noelle Stevenson i Brooke A. Allen (BOOM! Box)
- 2016 Paper Girls, per Brian K. Vaughan i Cliff Chiang (Image)
- 2017 Black Hammer, per Jeff Lemire i Dean Ormston (Dark Horse)
- 2018 Black Bolt, per Saladin Ahmed i Christian Ward (Marvel)
- 2019 Gideon Falls, per Jeff Lemire i Andrea Sorrentino (Image)
- 2020 Invisible Kingdom, per G. Willow Wilson i Christian Ward (Berger Books/Dark Horse)
- 2021 Black Widow, per Kelly Thompson i Elena Casagrande (Marvel)
- 2022 The Nice House on the Lake, per James Tynion IV i Álvaro Martínez Bueno (DC Black Label)
- 2023 Public Domain, per Chip Zdarsky (Image)

### Millor títol per a joves lectors/millor publicació de còmics per a audiència jove[11]
- 1996 Batman and Robin Adventures, per Paul Dini, Ty Templeton i Rick Burchett (DC)
- 1997 Leave It to Chance, James Robinson i Paul Smith (Homage)
- 1998 Batman & Robin Adventures, Ty Templeton, Brandon Kruse, Rick Burchett, i altres (DC)
- 1999 Batman: The Gotham Adventures, per Ty Templeton, Rick Burchett, i Terry Beatty (DC)
- 2000 Simpsons Comics, per diversos autors (Bongo)
- 2001 Scary Godmother: The Boo Flu, per Jill Thompson (Sirius)
- 2002 Herobear and the Kid, per Mike Kunkel (Astonish)
- 2003 Herobear and the Kid, per Mike Kunkel (Astonish)
- 2004 Walt Disney's Uncle Scrooge, per diversos autors (Gemstone)
- 2005 Plastic Man, per Kyle Baker i Scott Morse (DC)
- 2006 Owly: Flying Lessons, per Andy Runton (Top Shelf)
- 2007 Gumby, per Bob Burden i Rick Geary (Wildcard Ink)

### Millor publicació per a nens
- 2008 Mouse Guard: Fall 1152 i Mouse Guard: Winter 1152, per David Petersen (Archaia)
- 2009 Tiny Titans, per Art Baltazar i Franco Aureliani (DC)
- 2010 The Wonderful Wizard of Oz hardcover, per L. Frank Baum, Eric Shanower, i Skottie Young (Marvel)
- 2011 Tiny Titans, per Art Baltazar i Franco Aureliani (DC)

### Millor publicació per joves lectors (fins a 8 anys)
- 2012 Dragon Puncher Island, per James Kochalka (Top Shelf)
- 2013 Babymouse for President, per Jennifer L. Holm i Matthew Holm (Random House)
- 2014 Itty Bitty Hellboy, per Art Baltazar i Franco Aureliani (Dark Horse)
- 2015 The Zoo Box, per Ariel Cohen i Aron Nels Steinke (First Second)
- 2016 Little Robot, per Ben Hatke (First Second)
- 2017 Narwhal: Unicorn of the Sea, per Ben Clanton (Tundra)
- 2018 Good Night, Planet, per Liniers (Toon Books)
- 2019 Johnny Boo and the Ice Cream Computer, per James Kochalka (Top Shelf/IDW)
- 2020 Comics: Easy as ABC, per Ivan Brunetti (TOON)
- 2022 Chibi Usagi: Attack of the Heebie Chibis, per Julie i Stan Sakai (IDW)
- 2023 The Pigeon Will Ride the Roller Coaster! per Mo Willems (Union Square Kids)

### Millor Publicació per a nens (edats de 9–12)
- 2012 Snarked, per Roger Langridge (KaBOOM!)
- 2013 Adventure Time, per Ryan North, Shelli Paroline i Braden Lamb (KaBOOM!)
- 2014 The Adventures of Superhero Girl, per Faith Erin Hicks (Dark Horse)
- 2015 El Deafo, per Cece Bell (Amulet/Abrams)
- 2016 Over the Garden Wall, per Pat McHale, Amalia Levari i Jim Campbell (BOOM! Studios/ KaBOOM!)
- 2017 Ghosts, per Raina Telgemeier (Scholastic)
- 2018 The Tea Dragon Society, per Katie O’Neill (Oni)
- 2019 The Divided Earth, per Faith Erin Hicks (First Second)
- 2020 Guts, per Raina Telgemeier (Scholastic Graphix)
- 2022 Salt Magic, per Hope Larson i Rebecca Mock (Margaret Ferguson Books/Holiday House)
- 2023 Frizzy, per Claribel A. Ortega i Rose Bousamra (First Second/Macmillan)

### Millor publicació per adolescents (edats de 13–17)
- 2008 Laika, per Nick Abadzis (First Second)
- 2009 Coraline, per Neil Gaiman, adaptat per P. Craig Russell (HarperCollins Children's Books)
- 2010 Beasts of Burden, per Evan Dorkin i Jill Thompson (Dark Horse)
- 2011 Smile per Raina Telgemeier (Scholastic/Graphix)
- 2013 A Wrinkle in Time, per Madeleine L'Engle, adaptat per Hope Larson (FSG)
- 2014 Battling Boy, per Paul Pope (First Second)
- 2015 Lumberjanes, per Shannon Watters, Grace Ellis, Noelle Stevenson i Brooke A. Allen (BOOM! Box)
- 2016 SuperMutant Magic Academy, per Jillian Tamaki (Drawn & Quarterly)
- 2017 The Unbeatable Squirrel Girl, per Ryan North i Erica Henderson (Marvel)
- 2018 Monstress, per Marjorie Liu i Sana Takeda (Image)
- 2019 The Prince and the Dressmaker, per Jen Wang (First Second)
- 2020 Laura Dean Keeps Breaking Up with Me, per Mariko Tamaki i Rosemary Valero-O'Connell (First Second/Macmillan)
- 2022 The Legend of Auntie Po, per Shing Yin Khor (Kokila/Penguin Random House)
- 2023 Do A Powerbomb!, per Daniel Warren Johnson (Image)

### Millor publicació per a joves adults (edats de 12–17)
- 2012 Anya's Ghost, per Vera Brosgol (First Second)

### Millor Antologia
- 1992 Dark Horse Presents, editat per Randy Stradley (Dark Horse)
- 1993 Taboo, editat per Steve Bissette (SpiderBaby Graphix/Tundra)
- 1994 Dark Horse Presents, editat per Randy Stradley (Dark Horse)
- 1995 The Big Book of Urban Legends, editat per Andy Helfer (Paradox Press)
- 1996 The Big Book of Conspiracies, editat per Bronwyn Taggart (Paradox Press)
- 1997 Batman: Black and White, per Mark Chiarello i Scott Peterson, eds. (DC)
- 1998 Hellboy Christmas Special, editat per Scott Allie (Dark Horse)
- 1999 Grendel: Black, White, and Red, per Matt Wagner; editat per Diana Schutz (Dark Horse)
- 2000 Tomorrow Stories, per Alan Moore, Rick Veitch, Kevin Nowlan, Melinda Gebbie, and Jim Baikie (ABC)
- 2001 Drawn & Quarterly, vol. 3, editat per Chris Oliveros (Drawn & Quarterly)
- 2002 Bizarro Comics, editat per Joey Cavalieri (DC)
- 2003 SPX 2002 (CBLDF)
- 2004 The Sandman: Endless Nights, per Neil Gaiman, Dave McKean, P. Craig Russell, Miguelanxo Prado, Barron Storey, Frank Quitely, Glenn Fabry, Milo Manara, and Bill Sienkiewicz; coeditat per Karen Berger i Shelly Bond (Vertigo/DC)
- 2005 Michael Chabon Presents The Amazing Adventures of the Escapist, editat per Diana Schutz i David Land (Dark Horse)
- 2006 Solo, editat per Mark Chiarello (DC)
- 2007 Fables: 1001 Nights of Snowfall, per Bill Willingham i diversos autors (Vertigo/DC)
- 2008 5, per Gabriel Bá, Becky Cloonan, Fábio Moon, Vasilis Lolos, i Rafael Grampa (autoeditat)
- 2009 Comic Book Tattoo: Narrative Art Inspired by the Lyrics and Music of Tori Amos, editat per Rantz Hoseley (Image)
- 2010 Popgun Volume 3, editat per Mark Andrew Smith, DJ Kirkbride i Joe Keatinge (Image)
- 2011 Mouse Guard: Legends of the Guard, editat per Paul Morrissey i David Petersen
- 2012 Dark Horse Presents, editat per Mike Richardson (Dark Horse)
- 2013 Dark Horse Presents, editat per Mike Richardson (Dark Horse)
- 2014 Dark Horse Presents, editat per Mike Richardson (Dark Horse)
- 2015 Little Nemo: Dream Another Dream, editat per Josh O'Neill, Andrew Carl i Chris Stevens (Locust Moon)
- 2016 Drawn & Quarterly, Twenty-Five Years of Contemporary, Cartooning, Comics, and Graphic Novels, editat per Tom Devlin (Drawn & Quarterly)
- 2017 Love is Love, editat per Marc Andreyko (IDW/DC)
- 2018 Elements: Fire – A Comic Anthology by Creators of Color!, editat per Taneka Stotts (Beyond Press)
- 2019 Puerto Rico Strong, editat per Marco Lopez, Desiree Rodriguez, Hazel Newlevant, Derek Ruiz i Neil Schwartz (Lion Forge)
- 2020 Drawing Power: Women's Stories of Sexual Violence, Harassment, and Survival, editat per Diane Noomin (Abrams)
- 2021 Menopause: A Comic Treatment, editat per MK Czerwiec (Graphic Medicine/Pennsylvania State University Press)
- 2022 You Died: An Anthology of the Afterlife, editat per Kel McDonald i Andrea Purcell (Iron Circus)
- 2023 The Nib Magazine, editat per Matt Bors (Nib)

### Millor còmic digital/Webcomic
- 2005 Mom's Cancer per Brian Fies[12]
- 2006 PvP per Scott Kurtz
- 2007 Sam & Max: The Big Sleep per Steve Purcell
- 2008 Sugarshock!, per Joss Whedon i Fabio Moon
- 2009 Finder, per Carla Speed McNeil
- 2010 Sin Titulo, per Cameron Stewart
- 2011 The Abominable Charles Christopher, per Karl Kerschl
- 2012 Battlepug, per Mike Norton
- 2013 Bandette, per Paul Tobin i Colleen Coover
- 2014 The Oatmeal, per Matthew Inman
- 2015 The Private Eye, per Brian K. Vaughan i Marcos Martin
- 2016 Bandette, per Paul Tobin i Colleen Coover (Monkeybrain/ comicXology)

#### Millor webcomic
- 2017 Bird Boy, per Anne Szabla (bird-boy.com)
- 2018 The Tea Dragon Society, per Katie O’Neill (teadragonsociety.com)
- 2019 The Contradictions, per Sophie Yanow (thecontradictions.com)
- 2020 Fried Rice, per Erica Eng (friedricecomic.tumblr.com)
- 2021 Crisis Zone, per Simon Hanselmann, (instagram.com/simon.hanselmann)
- 2022 Lore Olympus, per Rachel Smythe (WEBTOON)
- 2023 Lore Olympus, per Rachel Smythe (WEBTOON)

#### Millor còmic digital
- 2017 Bandette, per Paul Tobin i Colleen Coover
- 2018 Harvey Kurtzman's Marley’s Ghost, per Harvey Kurtzman, Josh O’Neill, Shannon Wheeler i Gideo Kendall (comiXology Originals/Kitchen, Lind & Associates)
- 2019 Umami, per Ken Niimura (Panel Syndicate)
- 2020 Afterlift, per Chip Zdarsky i Jason Loo (comiXology Originals)
- 2021 Friday, per Ed Brubaker i Marcos Martín (Panel Syndicate)
- 2022 Snow Angels, per Jeff Lemire i Jock (Comixology Originals)
- 2023 (empat)
  - Barnstormers, per Scott Snyder i Tula Lotay (Comixology Originals);
  - Behind the Curtain, per Sara del Giudice, traduït per M. B. Valente (Europe Comics)

### Millor còmic basat en la realitat
- 2006 Nat Turner, per Kyle Baker (Kyle Baker Publishing)
- 2007 Fun Home, per Alison Bechdel (Houghton Mifflin)
- 2008 Satchel Paige: Striking Out Jim Crow, per James Sturm i Rich Tommaso (Center for Cartoon Studies/Hyperion)
- 2009 What It Is, per Lynda Barry (Drawn & Quarterly)
- 2010 A Drifting Life, per Yoshihiro Tatsumi (Drawn & Quarterly)
- 2011 It Was the War of the Trenches, per Jacques Tardi
- 2012 Green River Killer: A True Detective Story, per Jeff Jensen i Jonathan Case (Dark Horse Books)
- 2013 (empat)
  - Annie Sullivan and the Trials of Helen Keller, per Joseph Lambert (Center for Cartoon Studies/Disney Hyperion)
  - The Carter Family: Don't Forget This Song, per Frank M. Young and David Lasky (Abrams ComicArts)
- 2014 The Fifth Beatle: The Brian Epstein Story, per Vivek J. Tiwary, Andrew C. Robinson i Kyle Baker (M Press/Dark Horse)
- 2015 Hip Hop Family Tree Vol. 2, per Ed Piskor (Fantagraphics)
- 2016 March: Book Two, per John Lewis, Andrew Aydin i Nate Powell (Top Shelf/IDW)
- 2017 March: Book Three, per John Lewis, Andrew Aydin i Nate Powell (Top Shelf/IDW)
- 2018 Spinning, per Tillie Walden (First Second)
- 2019 Is This Guy For Real? The Unbelievable Andy Kaufman, per Box Brown (First Second)
- 2020 They Called Us Enemy, per George Takei, Justin Eisinger, Steven Scott i Harmony Becker (Top Shelf)
- 2021 Kent State: Four Dead in Ohio, per Derf Backderf (Abrams)
- 2022 The Black Panther Party: A Graphic History, per David F. Walker i Marcus Kwame Anderson (Ten Speed Press)
- 2023 Flung Out of Space, per Grace Ellis i Hannah Templer (Abrams ComicArts)

### Millor memòria gràfica
- 2021 The Loneliness of the Long-Distance Cartoonist, per Adrian Tomine (Drawn & Quarterly)
- 2022 Run: Book One, per John Lewis, Andrew Aydin, L. Fury i Nate Powell (Abrams ComicArts)
- 2023 Ducks: Two Years in the Oil Sands, per Kate Beaton (Drawn & Quarterly)

### Millor àlbum gràfic
- 1988 Watchmen, per Alan Moore i Dave Gibbons (DC)
- 1989 Batman: The Killing Joke, per Alan Moore i Brian Bolland (DC)

### Millor àlbum gràfic: Nou
- 1991 Elektra Lives Again, per Frank Miller i Lynn Varley (Marvel)
- 1992 To the Heart of the Storm, per Will Eisner (Kitchen Sink)
- 1993 Signal to Noise, per Neil Gaiman i Dave McKean (VG Graphics/Dark Horse)
- 1994 A Small Killing, per Alan Moore i Oscar Zarate (Dark Horse)
- 1995 Fairy Tales of Oscar Wilde Vol. 2, per P. Craig Russell (NBM)
- 1996 Stuck Rubber Baby, per Howard Cruse (Paradox Press)
- 1997 Fax from Sarajevo, per Joe Kubert (Dark Horse Books)
- 1998 Batman & Superman Adventures: World's Finest, per Paul Dini, Joe Staton i Terry Beatty (DC)
- 1999 Superman: Peace on Earth, per Paul Dini i Alex Ross (DC)*2000 Acme Novelty Library #13, per Chris Ware (Fantagraphics)
- 2001 Safe Area Goražde, per Joe Sacco
- 2002 The Name of the Game, per Will Eisner (DC)
- 2003 One! Hundred! Demons! per Lynda Barry (Sasquatch Books)
- 2004 Blankets, per Craig Thompson (Top Shelf)
- 2005 The Originals, per Dave Gibbons (Vertigo/DC)
- 2006 Top 10: The Forty-Niners, per Alan Moore and Gene Ha (ABC)
- 2007 American Born Chinese, per Gene Luen Yang (First Second)
- 2008 Exit Wounds, per Rutu Modan (Drawn & Quarterly)
- 2009 Swallow Me Whole, per Nate Powell (Top Shelf)
- 2010 Asterios Polyp, per David Mazzucchelli (Pantheon)
- 2011 (empat)
  - Wilson, per Daniel Clowes
  - Return of the Dapper Men, per Jim McCann i Janet Lee
- 2012 Jim Henson's Tale of Sand, adaptat per Ramon K. Perez (Archaia)
- 2013 Building Stories, per Chris Ware (Pantheon)
- 2014 The Property, per Rutu Modan (Drawn & Quarterly)
- 2015 This One Summer, per Mariko Tamaki i Jillian Tamaki (First Second)
- 2016 Ruins, per Peter Kuper (SelfMadeHero)
- 2017 Wonder Woman: The True Amazon, per Jill Thompson (DC Comics)
- 2018 My Favorite Thing Is Monsters, per Emil Ferris (Fantagraphics)
- 2019 My Heroes Have Always Been Junkies, per Ed Brubaker i Sean Phillips (Image)
- 2020 Are You Listening?, per Tillie Walden (First Second/Macmillan)
- 2021 Pulp, per Ed Brubaker i Sean Phillips (Image)
- 2022 Monsters, per Barry Windsor-Smith (Fantagraphics)
- 2023 The Night Eaters, Book 1: She Eats the Night, per Marjorie Liu i Sana Takeda (Abrams ComicArts)

### Millor àlbum gràfic: Reimpressió
- 1991 Sandman: The Doll's House per Neil Gaiman i diversos artiste (DC)
- 1992 Maus II per Art Spiegelman (Pantheon Books)
- 1993 Sin City per Frank Miller (Dark Horse)
- 1994 Cerebus: Flight per Dave Sim i Gerhard (Aardvark-Vanaheim)
- 1995 Hellboy: Seed of Destruction per Mike Mignola (Dark Horse)
- 1996 The Tale of One Bad Rat per Bryan Talbot (Dark Horse)
- 1997 Stray Bullets: Innocence of Nihilism per David Lapham (El Capitan)
- 1998 Sin City: That Yellow Bastard per Frank Miller (Dark Horse)
- 1999 Batman: The Long Halloween per Jeph Loeb and Tim Sale (DC)
- 2000 From Hell per Alan Moore and Eddie Campbell (Eddie Campbell Comics)
- 2001 Jimmy Corrigan, the Smartest Kid on Earth per Chris Ware (Pantheon)
- 2002 Batman: Dark Victory per Jeph Loeb i Tim Sale (DC)
- 2003 Batman: Black and White vol. 2, editat per Mark Chiarello i Nick J. Napolitano (DC)
- 2004 Batman Adventures: Dangerous Dames and Demons, per Paul Dini, Bruce Timm i altres (DC)
- 2005 Bone One Volume Edition, per Jeff Smith (Cartoon Books)
- 2006 Black Hole, per Charles Burns (Pantheon)
- 2007 Absolute DC: The New Frontier, per Darwyn Cooke (DC)
- 2008 Mouse Guard: Fall 1152, per David Petersen (Archaia)
- 2009 Hellboy Library Edition, vols. 1 and 2, per Mike Mignola (Dark Horse)
- 2010 Absolute Justice, per Alex Ross, Jim Krueger i Doug Braithewaite (DC)
- 2011 Wednesday Comics, editat per Mark Chiarello (DC)
- 2012 Richard Stark's Parker: The Martini Edition, per Darwyn Cooke (IDW)
- 2013 King City, per Brandon Graham (TokyoPop/Image)
- 2014 RASL, per Jeff Smith (Cartoon Books)
- 2015 Through the Woods, per Emily Carroll (McElderry Books)
- 2016 Nimona, per Noelle Stevenson (Harper Teen)
- 2017 Demon, per Jason Shiga (First Second)
- 2018 Boundless, per Jillian Tamaki (Drawn & Quarterly)
- 2019 The Vision hardcover, per Tom King, Gabriel Hernandez Walta and Michael Walsh (Marvel)
- 2020 LaGuardia, per Nnedi Okorafor i Tana Ford (Berger Books/Dark Horse)
- 2021 Seeds and Stems, per Simon Hanselmann (Fantagraphics)
- 2022 The Complete American Gods, per Neil Gaiman, P. Craig Russell i Scott Hampton (Dark Horse)
- 2023 Parker: The Martini Edition—Last Call, per Richard Stark, Darwyn Cooke, Ed Brubaker i Sean Phillips (IDW)

### Millor recopilació/Projecte
- 1993 Carl Barks Library album series (Gladstone)
- 1994 The Complete Little Nemo in Slumberland per Winsor McCay (Fantagraphics)
- 1995 The Christmas Spirit per Will Eisner (Kitchen Sink)
- 1996 The Complete Crumb Comics Vol. 11 per R. Crumb (Fantagraphics)
- 1997 Tarzan: The Land That Time Forgot and The Pool of Time per Russ Manning (Dark Horse)
- 1998 Jack Kirby's New Gods per Jack Kirby (DC)
- 1999 Plastic Man Archives vol. 1 per Jack Cole (DC)
- 2000 Peanuts: A Golden Celebration (HarperCollins)
- 2001 The Spirit Archives vols. 1 and 2 per Will Eisner (DC)
- 2002 Akira per Katsuhiro Otomo (Dark Horse)
- 2003 Krazy & Ignatz per George Herriman (Fantagraphics)
- 2004 Krazy and Ignatz, 1929–1930, per George Herriman, editat per Bill Blackbeard (Fantagraphics)
- 2005 The Complete Peanuts, editat per Gary Groth (Fantagraphics)

### Millor recopilació/Projecte — Tires còmiques (mínim 20 anys d'antiguitat)
- 2006 The Complete Calvin and Hobbes per Bill Watterson (Andrews McMeel)
- 2007 The Complete Peanuts, 1959–1960, 1961-1962, per Charles Schulz (Fantagraphics)
- 2008 The Complete Terry and the Pirates, vol. 1, per Milton Caniff (The Library of American Comics)
- 2009 Little Nemo in Slumberland, Many More Splendid Sundays, per Winsor McCay (Sunday Press Books)
- 2010 Bloom County: The Complete Library, vol. 1, per Berkeley Breathed, editat per Scott Dunbier (The Library of American Comics)
- 2011 Archie: Complete Daily Newspaper Comics, editat per Greg Goldstein (The Library of American Comics)
- 2012 Walt Disney's Mickey Mouse, vols. 1-2, per Floyd Gottfredson, editat per David Gerstein i Gary Groth (Fantagraphics)
- 2013 Pogo, vol. 2: Bona Fide Balderdash, per Walt Kelly, editat per Carolyn Kelly i Kim Thompson (Fantagraphics)
- 2014 Tarzan: The Complete Russ Manning Newspaper Strips, vol. 1, editat per Dean Mullaney (The Library of American Comics)
- 2015 Winsor McCay’s Complete Little Nemo, editat per Alexander Braun (TASCHEN)
- 2016 The Eternaut, per Héctor Germán Oesterheld i Francisco Solano Lòpez, editat per Gary Groth i Kristy Valenti (Fantagraphics)
- 2017 Chester Gould's Dick Tracy, Colorful Cases of the 1930s, editat per Peter Maresca (Sunday Press)
- 2018 Celebrating Snoopy, per Charles M. Schulz, editat per Alexis E. Fajardo i Dorothy O'Brien (Andrews McMeel)
- 2019 Star Wars: Classic Newspaper Strips, vol. 3, per Archie Goodwin i Al Williamson, editat per Dean Mullaney (Library of American Comics/IDW)
- 2020 Krazy Kat: The Complete Color Sundays, per George Herriman, editat per Alexander Braun (TASCHEN)
- 2021 The Flapper Queens: Women Cartoonists of the Jazz Age, editat per Trina Robbins (Fantagraphics)
- 2022 Popeye: The E.C. Segar Sundays, vol. 1 by E.C. Segar, editat per Gary Groth i Conrad Groth (Fantagraphics)
- 2023 Come Over Come Over. It’s So Magic, and My Perfect Life, per Lynda Barry (Drawn & Quarterly)

### Millor recopilació/Projecte — Comic Books
- 2006 Absolute Watchmen per Alan Moore i Dave Gibbons (DC)
- 2007 Absolute Sandman, vol. 1, per Neil Gaiman i diversos artistes (Vertigo/DC)
- 2008 I Shall Destroy All the Civilized Planets! per Fletcher Hanks (Fantagraphics)
- 2009 Creepy Archives, per diversos artistes (Dark Horse)
- 2010 The Rocketeer: The Complete Adventures deluxe edition, per Dave Stevens, editat per Scott Dunbier (IDW)
- 2011 Dave Stevens' The Rocketeer: Artist's Edition, IDW Publishing
- 2012 Walt Simonson's The Mighty Thor: Artist's Edition, (IDW)
- 2013 David Mazzucchelli's Daredevil Born Again: Artist’s Edition, editat per Scott Dunbier (IDW)
- 2014 Will Eisner's The Spirit Artist’s Edition, editat per Scott Dunbier (IDW)
- 2015 Steranko Nick Fury Agent of S.H.I.E.L.D. Artist’s Edition, editat per Scott Dunbier (IDW)
- 2016 Walt Kelly's Fairy Tales, editat per Craig Yoe (IDW)
- 2017 The Complete Wimmen's Comix, editat per Trina Robbins, Gary Groth, i J. Michael Catron (Fantagraphics)
- 2018 Akira 35th Anniversary Edition, per Katsuhiro Otomo, editat per Haruko Hashimoto, Ajani Oloye i Lauren Scanlan (Kodansha)
- 2019 Bill Sienkiewicz's Mutants and Moon Knights… And Assassins… Artifact Edition, editat per Scott Dunbier (IDW)
- 2020 Stan Sakai's Usagi Yojimbo: The Complete Grasscutter Artist Select, per Stan Sakai, editat per Scott Dunbier (IDW)
- 2021 The Complete Hate, per Peter Bagge, editat per Eric Reynolds (Fantagraphics)
- 2022 EC Covers Artist's Edition, editat per Scott Dunbier (IDW)
- 2023 The Fantastic Worlds of Frank Frazetta, editat per Dian Hanson (TASCHEN)

### Millor publicació d'humor
- 1992 Groo the Wanderer per Mark Evanier i Sergio Aragonés (Marvel/Epic)
- 1993 Bone per Jeff Smith (Cartoon Press)
- 1994 Bone per Jeff Smith (Cartoon Books)
- 1995 Bone per Jeff Smith (Cartoon Books)
- 1996 Milk & Cheese #666 per Evan Dorkin (Slave Labor)
- 1997 Sergio Aragonés Destroys DC (DC) i Sergio Aragonés Massacres Marvel (Marvel) per Mark Evanier and Sergio Aragonés
- 1998 Gon Swimmin, de Masahi Tanaka (Paradox Press)
- 1999 Sergio Aragonés Groo per Sergio Aragonés i Mark Evanier (Dark Horse)
- 2000 Bart Simpson's Treehouse of Horror per Jill Thompson/Oscar González Loyo/Steve Steere Jr., Scott Shaw!/Sergio Aragonés i Doug TenNapel (Bongo)
- 2001 Sock Monkey, vol. 3 per Tony Millionaire (Dark Horse/Maverick)
- 2002 Radioactive Man per Batton Lash, Abel Laxamana, Dan DeCarlo, Mike DeCarlo i Bob Smith (Bongo)
- 2003 The Amazing Screw-On Head per Mike Mignola (Dark Horse)
- 2004 Formerly Known as the Justice League, per Keith Giffen, J. M. DeMatteis, Kevin Maguire i Josef Rubinstein (DC)
- 2005 The Goon per Eric Powell
- 2007 Flaming Carrot Comics, per Bob Burden (Desperado/Image)
- 2008 Perry Bible Fellowship: The Trial of Colonel Sweeto and Other Stories, per Nicholas Gurewitch (Dark Horse)
- 2009 Herbie Archives, per "Shane O'Shea" (Richard E. Hughes) and Ogden Whitney (Dark Horse)
- 2010 Scott Pilgrim vol. 5: Scott Pilgrim vs. the Universe, per Bryan Lee O'Malley (Oni)
- 2011 I Thought You Would Be Funnier per Shannon Wheeler (BOOM! Studios)
- 2012 Milk & Cheese: Dairy Products Gone Bad, per Evan Dorkin (Dark Horse Books)
- 2013 Darth Vader and Son, per Jeffrey Brown (Chronicle)
- 2014 Vader's Little Princess, per Jeffrey Brown (Chronicle)
- 2015 The Complete Cul de Sac, per Richard Thompson (Andrews McMeel)
- 2016 Step Aside, Pops: A Hark! A Vagrant Collection, per Kate Beaton (Drawn & Quarterly)
- 2017 Jughead, per Chip Zdarsky, Ryan North, Erica Henderson and Derek Charm (Archie)
- 2018 Baking with Kafka per Tom Gauld (Drawn & Quarterly)
- 2019 Giant Days, per John Allison, Max Sarin and Julia Madrigal (BOOM! Box)
- 2020 The Way of the Househusband, vol. 1, per Kousuke Oono, traduït (a l'anglès) per Sheldon Drzka (VIZ Media)
- 2021 Superman's Pal Jimmy Olsen, per Matt Fraction i Steve Lieber (DC)
- 2022 Not All Robots, per Mark Russell i Mike Deodato Jr. (AWA Upshot)
- 2023 Revenge of the Librarians, per Tom Gauld (Drawn & Quarterly)

### Millor adaptació d'un altre treball
- 2010 Richard Stark's Parker: The Hunter, adaptat per Darwyn Cooke (IDW)
- 2011 The Marvelous Land of Oz, adaptat per Eric Shanower i Skottie Young (Marvel)
- 2013 Richard Stark’s Parker: The Score, adaptat per Darwyn Cooke (IDW)
- 2014 Richard Stark’s Parker: Slayground, per Donald Westlake, adaptat per Darwyn Cooke (IDW)
- 2016 Two Brothers, per Fábio Moon and Gabriel Bá (Dark Horse)
- 2017 No nominations
- 2018 Kindred, per Octavia Butler, adaptat per Damian Duffy i John Jennings (Abrams ComicArts)
- 2019 Frankenstein per Mary Shelley, a Frankenstein: Junji Ito Story Collection, adaptat per Junji Ito, traduït (a l'anglès) per Jocelyne Allen (VIZ Media)
- 2020 Snow, Glass, Apples, per Neil Gaiman i Colleen Doran (Dark Horse Books)
- 2021 Superman Smashes the Klan, adaptat per Gene Luen Yang i Gurihiru (DC)
- 2022 George Orwell's 1984: The Graphic Novel, adaptat per Fido Nesti (Mariner Books)
- 2023 Chivalry per Neil Gaiman, adaptat per Colleen Doran (Dark Horse)

### Millor edició als Estats Units d'Amèrica de material internacional
- 1998 Gon Swimmin' per Masashi Tanaka (Paradox Press)
- 1999 Star Wars: A New Hope - Manga per Hisao Tamaki (Dark Horse)
- 2000 Blade of the Immortal per Hiroaki Samura (Dark Horse)
- 2001 Lone Wolf and Cub per Kazuo Koike i Goseki Kojima (Dark Horse)
- 2002 Akira per Katsuhiro Otomo (Dark Horse)
- 2003 Dr. Jekyll & Mr. Hyde per Robert Louis Stevenson, adaptat per Jerry Kramsky i Lorenzo Mattotti (NBM)
- 2004 Buddha, vols. 1 i 2, per Osamu Tezuka (Vertical)
- 2005 Buddha, vols. 3–4 per Osamu Tezuka (Vertical)
- 2006 The Rabbi's Cat, per Joann Sfar (Pantheon)
- 2007 The Left Bank Gang, per Jason (Fantagraphics)
- 2008 I Killed Adolf Hitler, per Jason (Fantagraphics)
- 2009 The Last Musketeer, per Jason (Fantagraphics)
- 2010 The Photographer, per Emmanuel Guibert, Didier Lefévre i Frédéric Lemercier (First Second)
- 2011 It Was the War of the Trenches, per Jacques Tardi
- 2012 The Manara Library, vol. 1: Indian Summer and Other Stories, per Milo Manara i Hugo Pratt (Dark Horse Books)
- 2013 Blacksad: Silent Hell, per Juan Díaz Canales i Juanjo Guarnido (Dark Horse)
- 2014 Goddam This War! per Jacques Tardi i Jean-Pierre Verney (Fantagraphics)
- 2015 Blacksad: Amarillo, per Juan Díaz Canales i Juanjo Guarnido (Dark Horse)
- 2016 The Realist, per Asaf Hanuka (BOOM! Studios/Archaia)
- 2017 Moebius Library: The World of Edena, per Jean “Moebius” Giraud i altres autors (Dark Horse)
- 2018 Run for It: Stories of Slaves Who Fought for the Freedom, per Marcelo D'Salete, traduït (a l'anglès) per Andrea Rosenberg (Fantagraphics)
- 2019 Brazen: Rebel Ladies Who Rocked the World, per Pénélope Bagieu traduït (a l'anglès) per Montana Kane (First Second)
- 2020 The House, per Paco Roca, traduït (a l'anglès) per Andrea Rosenberg (Fantagraphics)
- 2021 Goblin Girl, per Moa Romanova, traduït (a l'anglès) per Melissa Bowers (Fantagraphics)
- 2022 The Shadow of a Man, per Benoît Peeters i François Schuiten, traduït (a l'anglès) per Stephen D. Smith (IDW)
- 2023 Blacksad: They All Fall Down Part 1, per Juan Díaz Canales i Juanjo Guarnido, traduït (a l'anglès) per Diana Schutz and Brandon Kander (Dark Horse)

### Millor edició als Estats Units d'Amèrica de material internacional — Japó
- 2007 Old Boy, per Garon Tsuchiya i Nobuaki Minegishi (Dark Horse Manga)
- 2008 Tekkonkinkreet: Black & White, per Taiyo Matsumoto (Viz)
- 2009 Dororo, per Osamu Tezuka (Vertical)

### Millor edició als Estats Units d'Amèrica de material internacional — Àsia
- 2010 A Drifting Life, per Yoshihiro Tatsumi (Drawn & Quarterly)
- 2011 20th Century Boys, per Naoki Urasawa
- 2012 Onward Towards Our Noble Deaths, per Shigeru Mizuki (Drawn & Quarterly)
- 2013 20th Century Boys, per Naoki Urasawa (Viz Media)
- 2014 The Mysterious Underground Men, per Osamu Tezuka (PictureBox)
- 2015 Asia: Showa 1939–1944 i Showa 1944–1953: A History of Japan, per Shigeru Mizuki (Drawn & Quarterly)
- 2016 Showa, 1953–1989: A History of Japan, per Shigeru Mizuki (Drawn & Quarterly)
- 2017 The Art of Charlie Chan Hock Chye, per Sonny Liew (Pantheon)
- 2018 My Brother's Husband, vol. 1, per Gengoroh Tagame, traduït (a l'anglès) per Anne Ishii (Pantheon)
- 2019 Tokyo Tarareba Girls, per Akiko Higashimura (Kodansha)
- 2020 (empat)
  - Cats of the Louvre, per Taiyō Matsumoto, traduït (a l'anglès) per Michael Arias (VIZ Media)
  - Witch Hat Atelier, per Kamome Shirahama, traduït (a l'anglès) per Stephen Kohler (Kodansha)
- 2021 Remina, per Junji Ito, traduït (a l'anglès) per Jocelyne Allen (VIZ Media)
- 2022 Lovesickness: Junji Ito Story Collection, per Junji Ito, traduït (a l'anglès) per Jocelyne Allen (VIZ Media)
- 2023 Shuna’s Journey, per Hayao Miyazaki; traduït (a l'anglès) per Alex Dudok de Wit (First Second/Macmillan)

### Millor recopilació de tires de premsa
- 1992 Calvin and Hobbes: The Revenge of the Baby-Sat per Bill Watterson (Andrews and McMeel)
- 1993 Calvin and Hobbes: Attack of the Deranged Mutant Killer Monster Snow Goons per Bill Watterson (Andrews and McMeel)

### Millor periòdic/publicació periodística relacionada amb còmics
- 1992 Comics Buyer's Guide (Krause)
- 1993 Comics Buyer's Guide (Krause Publications)
- 1995 Hero Illustrated (Warrior Publications)
- 1996 The Comics Journal (Fantagraphics)
- 1997 The Comics Journal (Fantagraphics)
- 1998 The Comics Journal (Fantagraphics)
- 1999 The Comics Journal (Fantagraphics)
- 2000 Comic Book Artist (TwoMorrows)
- 2001 es va retirar temporalment el premi
- 2002 Comic Book Artist (TwoMorrows)
- 2004 Comic Book Artist, editat per Jon B. Cooke (Top Shelf)
- 2005 Comic Book Artist, editat per Jon B. Cooke (Top Shelf)
- 2006 Comic Book Artist, editat per Jon B. Cooke (Top Shelf)
- 2007 Alter Ego, editat per Roy Thomas (TwoMorrows)
- 2008 Newsarama, produït per Matt Brady i Michael Doran
- 2009 Comic Book Resources, produït per Jonah Weiland
- 2010 The Comics Reporter, produït per Tom Spurgeon
- 2011 Comic Book Resources, www.cbr.com
- 2012 The Comics Reporter, produït per Tom Spurgeon, www.comicsreporter.com
- 2013 The Comics Reporter, editat per Tom Spurgeon, www.comicsreporter.com
- 2014 Comic Book Resources, www.cbr.com
- 2015 Comics Alliance, editat per Andy Khouri, Caleb Goellner, Andrew Wheeler i Joe Hughes, www.comicsalliance.com
- 2016 Hogan's Alley, editat per Tom Heintjes, cartoonician.com
- 2017 The A.V. Club comics coverage, (Comics Panel, Back Issues, i Big Issues, per Oliver Sava i altres), www.avclub.com
- 2018 The Comics Journal,editat per Dan Nadel, Timothy Hodler i Tucker Stone, tcj.com (Fantagraphics)
- 2019 (empat)
  - Back Issue, editat per Michael Eury (TwoMorrows)
  - PanelxPanel magazine, editat per Hassan Otsmane-Elhaou (panelxpanel.com)
- 2020 Women Write About Comics, editat per Nola Pfau i Wendy Browne, www.womenwriteaboutcomics.com
- 2021 Women Write About Comics, editat per Nola Pfau i Wendy Browne, www.womenwriteaboutcomics.com
- 2022 Women Write About Comics, editat per Wendy Browne i Nola Pfau, www.womenwriteaboutcomics.com
- 2023 PanelXPanel magazine, editat per Hassan Otsmane-Elhaou i Tiffany Babb (panelxpanel.com)

### Millor treball acadèmic/escolar
- 2012 (empat)
  - Cartooning: Philosophy & Practice, per Ivan Brunetti (Yale University Press)
  - Hand of Fire: The Comics Art of Jack Kirby, per Charles Hatfield (University Press of Mississippi)
- 2013 Lynda Barry: Girlhood Through the Looking Glass, per Susan E. Kirtley (University Press of Mississippi)
- 2014 Black Comics: The Politics of Race and Representation, editat per Sheena C. Howard i Ronald L. Jackson II (Bloomsbury)
- 2015 Graphic Details: Jewish Women's Confessional Comics in Essays and Interviews, editat per Sarah Lightman (McFarland)
- 2016 The Blacker the Ink: Constructions of Black Identity in Comics and Sequential Art, editat per Frances Gateward i John Jennings (Rutgers)
- 2017 Superwomen: Gender, Power, and Representation, per Carolyn Cocca (Bloomsbury)
- 2018 Latinx Superheroes in Mainstream Comics, per Frederick Luis Aldama (University of Arizona Press)
- 2019 Sweet Little C*nt: The Graphic Work of Julie Doucet, per Anne Elizabeth Moore (Uncivilized Books)
- 2020 EC Comics: Race, Shock, and Social Protest, per Qiana Whitted (Rutgers University Press)
- 2021 The Content of Our Caricature: African American Comic Art and Political Belonging, per Rebecca Wanzo (New York University Press)
- 2022 Comics and the Origins of Manga: A Revisionist History, per Eike Exner (Rutgers University Press)
- 2023 The LGBTQ+ Comics Studies Reader: Critical Openings, Future Directions, editat per Alison Halsall i Jonathan Warren (University Press of Mississippi)

### Millor llibre relacionat amb els còmics
- 1992 From "Aargh!" to "Zap!": Harvey Kurtzman's Visual History of the Comics, editat per Howard Zimmerman (Prentice Hall Press)
- 1994 Understanding Comics, per Scott McCloud (Kitchen Sink)
- 1996 Alex Toth, editat per Manuel Auad (Kitchen Sink)
- 1997 Graphic Storytelling per Will Eisner (Poorhouse Press)
- 1998 The R. Crumb Coffee Table Art Book, editat per Pete Poplaski (Kitchen Sink)
- 1999 Batman Animated, per Paul Dini i Chip Kidd (HarperCollins)
- 2000 Sandman: The Dream Hunters, per Neil Gaiman i Yoshitaka Amano (DC/Vertigo)
- 2001 Wonder Woman: The Complete History, per Les Daniels, editat per Steve Korte (Chronicle Books)
- 2002 Peanuts: The Art of Charles M. Schulz, editat per Chip Kidd (Pantheon)
- 2004 The Art of Hellboy, per Mike Mignola (Dark Horse)
- 2005 Men of Tomorrow: Geeks, Gangsters, and the Birth of the Comic Book, per Gerard Jones (Basic Books)
- 2006 Eisner/Miller, editat per Charles Brownstein i Diana Schutz (Dark Horse Books)
- 2007 The Art of Brian Bolland, editat per Joe Pruett (Desperado/Image)
- 2008 Reading Comics: How Graphic Novels Work and What They Mean, per Douglas Wolk (Da Capo Press)
- 2009 Kirby: King of Comics, per Mark Evanier (Abrams)
- 2010 The Art of Harvey Kurtzman: The Mad Genius of Comics, per Denis Kitchen i Paul Buhle (Abrams ComicArts)
- 2011 75 Years of DC Comics, per Paul Levitz
- 2012 MetaMaus, per Art Spiegelman (Pantheon)
- 2013 Marvel Comics: The Untold Story, per Sean Howe (HarperCollins)
- 2014 Genius, Illustrated: The Life and Art of Alex Toth, per Dean Mullaney and Bruce Canwell (The Library of American Comics)
- 2015 Genius Animated: The Cartoon Art of Alex Toth, vol. 3, per Dean Mullaney & Bruce Canwell (The Library of American Comics)
- 2016 Harvey Kurtzman: The Man Who Created MAD and Revolutionized Humor in America, per Bill Schelly (Fantagraphics)
- 2017 Krazy: George Herriman, A Life in Black and White, per Michael Tisserand (Harper)
- 2018 How to Read Nancy: The Elements of Comics in Three Easy Panels, per Paul Karasik and Mark Newgarden (Fantagraphics)
- 2019 Drawn to Purpose: American Women Illustrators and Cartoonists, per Martha H. Kennedy (University Press of Mississippi)
- 2020 Making Comics, per Lynda Barry (Drawn & Quarterly)
- 2021 Invisible Men: The Trailblazing Black Artists of Comic Books, per Ken Quattro (Yoe Books/IDW)
- 2022 All of the Marvels, per Douglas Wolk (Penguin Press)
- 2023 Charles M. Schulz: The Art and Life of the Peanuts Creator in 100 Objects, per Benjamin L. Clark i Nat Gertler (Schulz Museum)

### Millor publicació relacionada amb els còmics (Periòdica o llibre)
- 2003 B. Krigstein, vol. 1, per Greg Sadowski (Fantagraphics)

### Millor producte/ítem relacionat amb els còmics
- 1992 estàtua de Sandman, per Randy Bowen (DC)
- 1994 estàtua de Death, per Chris Bachalo, i altres (DC)
- 1995 estàtua de Sandman Arabian Nights, dissenyada per P. Craig Russell i esculpida per Randy Bowen (DC/Graphitti Designs)
- 1996 segells Comic strip (U.S. Postal Service)
- 1997 buts de Hellboy, Randy Bowen (Bowen Designs)
- 1998 Acme Novelty Library display stand, dissenyat per Chris Ware (Fantagraphics)
- 1999 Sandman Pocketwatch, dissenyat per Kris Ruotolo (DC/Vertigo)
- 2000 Lunch boxes: Milk & Cheese, Sin City, Bettie Page, Hellboy, Groo (Dark Horse)
- 2002 Dark Horse classic comic characters statuettes, esculpides per Yoe Studio (Dark Horse)

### Millor escultura relacionada amb els còmics
- 1999 estàtua de Hellboy, esculpida per Randy Bowen, produïda per Bowen Designs

### Millor disseny de publicació
- 1993 Sandman: Season of Mists, dissenyat per Dave McKean (DC)
- 1994 Marvels, dissenyat per Comicraft (Marvel)
- 1995 The Acme Novelty Library, dissenyat per Chris Ware (Fantagraphics)
- 1996 The Acme Novelty Library, dissenyat per Chris Ware (Fantagraphics)
- 1997 The Acme Novelty Library #7, dissenyat per Chris Ware (Fantagraphics)
- 1998 Kingdom Come deluxe slipcover edition, director artístic Bob Chapman/DC director de disseny Georg Brewer (DC Comics/Graphitti Designs)
- 1999 Batman Animated, dissenyat per Chip Kidd (HarperCollins)
- 2000 300, dissenyat per Mark Cox (Dark Horse)
- 2001 Jimmy Corrigan, dissenyat per Chris Ware (Pantheon)
- 2002 Acme Novelty Library #15, dissenyat per Chris Ware (Fantagraphics)
- 2003 Batman: Nine Lives, dissenyat per Amie Brockway-Metcalf (DC)
- 2004 Mythology: The DC Comics Art of Alex Ross, dissenyat per Chip Kidd (Pantheon)
- 2005 The Complete Peanuts, dissenyat per Seth (Fantagraphics)
- 2006 (empat)
  - Acme Novelty Library Annual Report to Shareholders, dissenyat per Chris Ware (Pantheon)
  - Little Nemo in Slumberland: So Many Splendid Sundays, dissenyat per Philippe Ghielmetti (Sunday Press Books)
- 2007 Absolute DC: The New Frontier, dissenyat per Darwyn Cooke (DC)
- 2008 Process Recess 2, dissenyat per James Jean i Chris Pitzer (AdHouse)
- 2009 Hellboy Library Editions, dissenyat per Cary Grazzini i Mike Mignola (Dark Horse)
- 2010 Absolute Justice, dissenyat per Curtis King i Josh Beatman (DC)
- 2011 Dave Stevens' The Rocketeer: Artist's Edition, dissenyat per Randall Dahlik (IDW)
- 2012 Jim Henson's Tale of Sand, dissenyat per Eric Skillman (Archaia)
- 2013 Building Stories, dissenyat per Chris Ware (Pantheon)
- 2014 Genius, Illustrated: The Life and Art of Alex Toth, dissenyat per Dean Mullaney (The Library of American Comics/IDW)
- 2015 Little Nemo: Dream Another Dream, dissenyat per Jim Rugg (Locust Moon)
- 2016 Sandman Gallery Edition, dissenyat per Josh Beatman/Brainchild Studios (Graphitti Designs/DC)
- 2017 The Art of Charlie Chan Hock Chye, dissenyat per Sonny Liew (Pantheon)
- 2018 Akira 35th Anniversary Edition, dissenyat per Phil Balsman, Akira Saito (Veia), NORMA Editorial, and MASH•ROOM (Kodansha)
- 2019 Will Eisner's A Contract with God: Curator's Collection, dissenyat per John Lind (Kitchen Sink/Dark Horse)
- 2020 Making Comics, dissenyat per Lynda Barry (Drawn & Quarterly)
- 2021 The Loneliness of the Long-Distance Cartoonist, dissenyat per Adrian Tomine i Tracy Huron (Drawn & Quarterly)
- 2022 Marvel Comics Library: Spider-Man vol. 1: 1962–1964 (TASCHEN)
- 2023 Parker: The Martini Edition—Last Call, dissenyat per Sean Phillips (IDW)

## Premis especials

### Premi Spirit of Comics Retailer
- 1993 
  - Moondog's, Gary Colobuono (Chicago, IL)
  - The Beguiling, Sean Scoffield i Steve Solomos (Toronto, Ontario, Canadà)
  - Comic Relief, Rory Root i Mike Patchen (Berkeley and San Francisco, CA)[13]
- 1994
  - Golden Apple, Bill Liebowitz (Los Angeles, CA)
  - Dr. Comics & Mr. Games, Leon Cowen i Michael Pandolfo (Oakland, CA)
- 1995 
  - Flying Colors, Joe Field (Concord, CA)
  - Lambiek, Kees Kousemaker (Amsterdam, Països Baixos)
- 1996 
  - KINGS Comics Arxivat 2011-01-28 a Wayback Machine., George Vlastaras (Sydney, Austràlia)
  - Atlantis Fantasyworld, Joe & Dottie Ferrara (Santa Cruz, CA)
- 1997
  - Chicago Comics, Eric Kirsammer (Chicago, IL)
  - Central City Comics, Steve Snyder (Columbus, OH)
  - That's Entertainment, Paul Howley (Fitchburg i Worcester, MA)
- 1998
  - Hi De Ho Comics, Mark i Robert Hennessey (Santa Monica, CA)
  - Meltdown Comics & Collectibles, Gaston Dominquez i Ilia Carson (Los Angeles, CA)
- 1999
  - Star Clipper Comics & Games, Scott Thorne (St. Louis, MO)
  - DreamHaven, Greg Ketter (Minneapolis, MN)
- 2000 Golden Age Collectables, Patrick Shaughnessy (Vancouver, Colúmbia Britànica, Canadà)
- 2001 Strange Adventures, Calum Johnston (Halifax, Nova Escòcia, Canadà)
- 2002 Source Comics & Games, Nick Postilgione (Falcon Heights, MN)
- 2003 All About Books and Comics, Alan i Marsha Giroux (Phoenix, AZ)
- 2004 ACME Comics & Collectibles, Fran i Kevin McGarry (Sioux City, IA)
- 2005 Night Flight Comics, Mimi Cruz i Alan Carroll (Salt Lake City, UT)
- 2006 Zeus Comics, Richard Neal (Dallas, TX)
- 2007 Earth-2 Comics, Carr D'Angelo i Jud Meyers (Sherman Oaks, CA)
- 2008 Brave New World, Atom! i Portlyn Freeman (Newhall, CA)
- 2009 Tate's Comics, Tate i Amanda Ottati (Fort Lauderdale, FL)
- 2010 Vault of Midnight, Curtis Sullivan i Steve Fodale (Ann Arbor, MI)
- 2011 Comics & Vegetables, Yuval Sharon and Danny Amitai (Tel-Aviv, Israel)[14]
- 2012
  - Akira Comics, Jesus Marugan Escobar (Madrid, Espanya)
  - The Dragon, Jennifer Haines (Guelph, Ontario, Canadà)
- 2013 Challengers Comics and Conversation, Patrick Brower and W. Dal Bush (Chicago, IL)
- 2014
  - All Star Comics, Troy Varker and Mitchell Davies (Melbourne, Austràlia)
  - Legend Comics & Coffee, David DeMarco, Jason Dasenbrock, and Wendy Pivonka (Omaha, NE)
- 2015 Packrat Comics, Jamie Colegrove and Teresa Colegrove (Hilliard, OH)
- 2016 Orbital Comics Arxivat 2020-02-26 a Wayback Machine., Karl Asaa, Damian Keeng and James Wilson (Londres, Regne Unit)
- 2017 Comicazi, Robert Howard, David Lockwood, Michael Burke (Somerville, MA)
- 2018 Norma Comics, Rafa Martínez (Barcelona, Catalunya)
- 2019 La Revisteria Comics, Alejandro Gonzalez (Buenos Aires, Argentina)
- 2020 Nostromo Sevilla, Sergio López (Sevilla, Espanya)
- 2021 The Laughing Ogre, Chris Lloyd (Columbus, OH)
- 2022 Books with Pictures: Comics for Everyone, Katie Pryde, (Portland, OR)
- 2023 Cape & Cowl Comics, Eitan Manhoff (Oakland, CA)

### Premi Humanitari Bob Clampett
- 1984 Forrest J Ackerman
- 1985 Robert A. Heinlein
- 1986 
  - Bernie Wrightson
  - Jim Starlin
- 1987 Ray Bradbury
- 1988 June Foray
- 1989 Phil Yeh
- 1990 Sergio Aragonés
- 1991 Comic Book Legal Defense Fund
- 1992 Archie Goodwin
- 1993 Jack Kirby
- 1994 Will Eisner
- 1995 Maggie Thompson
- 1996 Andrew Vachss
- 1997 Joe Kubert
- 1998 Frank Miller
- 1999 Jerry Robinson
- 2000 Peter Laird
- 2001 Mark Evanier
- 2002 Herb Trimpe
- 2003 Alex Ross
- 2004 Mimi Cruz
- 2005 George Pérez
- 2006 Calvin Reid
- 2007 Neil Gaiman
- 2008 Paul Levitz
- 2009 Denis Kitchen
- 2010 Jeannie Schulz
- 2011 Patrick McDonnell
- 2012 Morrie Turner
- 2013 
  - Chris Sparks
  - Team Cul de Sac
- 2014 Joe Field
- 2015 Bill and Kayre Morrison
- 2016 Matthew Inman (TheOatmeal.com)
- 2017
  - Marc Andreyko
  - Joe Ferrara
- 2018
  - Frederick Joseph
  - Comics4Kids[15]
- 2019
  - Edgardo Miranda-Rodriguez (Ricanstruction: Reminiscing & Rebuilding Puerto Rico)
  - Lisa Wood (a través del Bubble Festival)
- 2020
  - The Hero Initiative
  - Creators4Comics
  - Comicbook United Fund
- 2021 Mike i Christine Mignola
- 2022 Annie Koyama
- 2023
  - Beth Accomando
  - Scott Dunbier

### Saló de la Fama del Premi Will Eisner
- 1987 Carl Barks, Will Eisner, Jack Kirby
  - Creat al darrer any dels Kirby Awards abans que es dividís en els Premi Eisner i els Premis Harvey
- 1988 Milton Caniff
- 1989 Harvey Kurtzman
- 1991 Robert Crumb, Alex Toth
- 1992 Joe Shuster, Jerry Siegel, Wally Wood
- 1993 C. C. Beck, William Gaines
- 1994 Steve Ditko, Stan Lee
- 1995 Frank Frazetta, Walt Kelly
- 1996 Hal Foster, Bob Kane, Winsor McCay, Alex Raymond
- 1997 Gil Kane, Charles M. Schulz, Julius Schwartz, Curt Swan
- 1998 Neal Adams, Jean Giraud (també conegut com a Moebius), Archie Goodwin, Joe Kubert
- 1999 elecció dels jutges: Jack Cole, L. B. Cole, Bill Finger, Gardner Fox, Mac Raboy, Alex Schomburg; elecció dels votants: Murphy Anderson, Joe Simon, Art Spiegelman, Dick Sprang
- 2000 elecció dels jutges: Bill Everett, Sheldon Mayer; elecció dels votants: George Herriman, Carmine Infantino, Al Williamson, Basil Wolverton
- 2001 elecció dels jutges: Dale Messick, Roy Crane; elecció dels votants: Chester Gould, Frank King, E. C. Segar, Marie Severin
- 2002 elecció dels jutges: Charles Biro, Osamu Tezuka; elecció dels votants: Sergio Aragonés, John Buscema, Dan DeCarlo, John Romita Sr.
- 2003 elecció dels jutges: Hergé, Bernard Krigstein; elecció dels votants: Jack Davis, Will Elder, Al Feldstein, John Severin
- 2004 elecció dels jutges: Otto Binder, John Stanley, Kazuo Koike, Goseki Kojima; elecció dels votants: Al Capp, Jules Feiffer, Don Martin, Jerry Robinson
- 2005 elecció dels jutges: Lou Fine, René Goscinny i Albert Uderzo; elecció dels votants: Johnny Craig, Hugo Pratt, Nick Cardy, Gene Colan
- 2006 elecció dels jutges: Floyd Gottfredson, William Moulton Marston; elecció dels votants: Vaughn Bodē, Ramona Fradon, Russ Manning, Jim Steranko
- 2007 elecció dels jutges: Robert Kanigher, Ogden Whitney; elecció dels votants: Ross Andru & Mike Esposito, Dick Ayers, Wayne Boring, Joe Orlando
- 2008 elecció dels jutges: Richard F. Outcault, Major Malcolm Wheeler-Nicholson; elecció dels votants: John Broome, Arnold Drake, Len Wein, Barry Windsor-Smith
- 2009 elecció dels jutges: Harold Gray, Graham Ingels; elecció dels votants: Matt Baker, Reed Crandall, Russ Heath, Jerry Iger
- 2010 elecció dels jutges: Burne Hogarth, Bob Montana; elecció dels votants: Steve Gerber, Dick Giordano, Michael Kaluta, Mort Weisinger[16]
- 2011 elecció dels jutges: Ernie Bushmiller, Jack Jackson, Martin Nodell, Lynd Ward; elecció dels votants: Mort Drucker, Harvey Pekar, Roy Thomas, Marv Wolfman[17]
- 2012 elecció dels jutges: Rudolph Dirks, Harry Lucey; elecció dels votants: Bill Blackbeard, Richard Corben, Katsuhiro Otomo, Gilbert Shelton[18]
- 2013 elecció dels jutges: Mort Meskin, Spain Rodriguez; elecció dels votants: Lee Falk, Al Jaffee, Trina Robbins, Joe Sinnott
- 2014 elecció dels jutges: Irwin Hasen, Sheldon Moldoff, Orrin C. Evans; elecció dels votants: Hayao Miyazaki, Alan Moore, Dennis O'Neil, Bernie Wrightson.[19][20]
- 2015 elecció dels jutges: Marge (Marjorie Henderson Buell), Bill Woggon; elecció dels votants: John Byrne, Chris Claremont, Denis Kitchen, Frank Miller
- 2016 elecció dels jutges: Carl Burgos, Tove Jansson; elecció dels votants: Lynda Barry, Rube Goldberg, Matt Groening, Jacques Tardi[21]
- 2017 elecció dels jutges: Milt Gross, H. G. Peter, Antonio Prohías, Dori Seda; elecció dels votants: Gilbert Hernandez, Jaime Hernandez, George Pérez, Walt Simonson, Jim Starlin
- 2018 elecció dels jutges: Carol Kalish, Jackie Ormes; elecció dels votants: Charles Addams, Karen Berger, Dave Gibbons, Rumiko Takahashi
- 2019 elecció dels jutges: Jim Aparo, June Tarpé Mills, Dave Stevens, Morrie Turner; elecció dels votants: José Luis García-López, Jenette Kahn, Paul Levitz, Wendy i Richard Pini, Bill Sienkiewicz
- 2020 elecció dels jutges: Nell Brinkley, E. Simms Campbell; elecció dels votants: Alison Bechdel, Howard Cruse, Louise Simonson, Stan Sakai, Don i Maggie Thompson, Bill Watterson
- 2021 pioners: Thomas Nast, Rodolphe Töpffer; elecció dels jutges: Alberto Breccia, Stan Goldberg, Françoise Mouly, Lily Renée Phillips; elecció dels votants: Ruth Atkinson, Dave Cockrum, Neil Gaiman, Scott McCloud
- 2022 elecció dels jutges: Marie Duval, Rose O'Neill, Max Gaines, Mark Gruenwald, Alex Niño i P. Craig Russell; elecció dels votants: Howard Chaykin, Kevin Eastman, Larry Hama, Moto Hagio, David Mazzucchelli, i Grant Morrison.[22]
- 2023 elecció dels jutges: Jerry Bails, Tony DeZuñiga, Justin Green, Bill Griffith, Jay Jackson, Jeffrey Catherine Jones, Jack Katz, Aline Kominsky-Crumb, Win Mortimer, Diane Noomin, Gaspar Saladino, Kim Thompson, Garry Trudeau, Mort Walker, i Tatjana Wood; elecció dels votants: Brian Bolland, Ann Nocenti, Tim Sale, Diana Schutz.[23]

Font: